# Olympische Sommerspiele 2016/Leichtathletik – 3000 m Hindernis (Frauen)

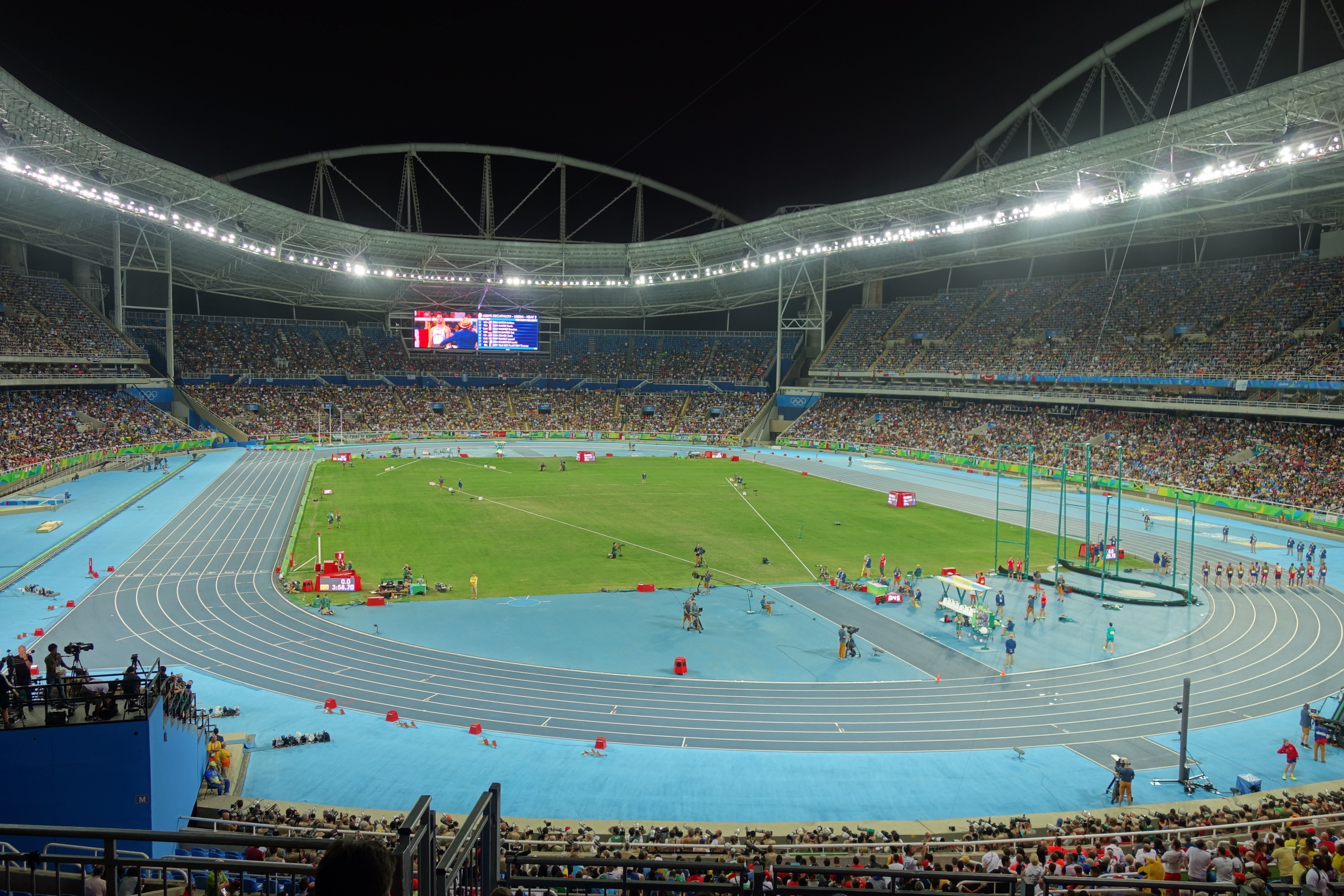
Innenraum des Estádio Olímpico João Havelange während der Spiele von Rio

Der 3000-Meter-Hindernislauf der Frauen bei den Olympischen Spielen 2016 in Rio de Janeiro wurde am 13. und 15. August 2016 im Estádio Nilton Santos ausgetragen. 53 Athletinnen nahmen teil.
Olympiasiegerin wurde Ruth Jebet aus Bahrain, die vor der Kenianerin Hyvin Kiyeng gewann. Bronze ging an die US-Amerikanerin Emma Coburn.
Für Deutschland starteten Sanaa Koubaa, Gesa Felicitas Krause und Maya Rehberg. Koubaa und Rehberg schieden in der Vorrunde aus, Krause belegte im Finale Rang sechs.

Auch die Schweizerin Fabienne Schlumpf qualifizierte sich für das Finale. Dort belegte sie den achtzehnten und letzten Platz.

Athletinnen aus Österreich und Liechtenstein nahmen nicht teil.

## Aktuelle Titelträgerinnen
| Olympiasiegerin                         | Julija Saripowa ( Russland)          | 9:06,72 min  | London 2012    |
| Weltmeisterin                           | Hyvin Kiyeng ( Kenia)                | 9:19,11 min  | Peking 2015    |
| Europameisterin                         | Gesa Felicitas Krause ( Deutschland) | 9:18,85 min  | Amsterdam 2016 |
| Nord-/Zentralamerika-/Karibik-Meisterin | Ashley Higginson ( USA)              | 9:56,75 min  | San José 2015  |
| Südamerika-Meisterin                    | Muriel Coneo ( Kolumbien)            | 9:53,1 min   | Lima 2015      |
| Asienmeisterin                          | Lalita Babar ( Indien)               | 9:34,13 min  | Wuhan 2015     |
| Afrikameisterin                         | Norah Jeruto ( Kenia)                | 9:25,07 min  | Durban 2016    |
| Ozeanienmeisterin                       | Rama Kumilgo ( Papua-Neuguinea)      | 11:10,48 min | Cairns 2015    |

## Rekorde

### Bestehende Rekorde
| Weltrekord         | Gulnara Galkina ( Russland) | 8:58,81 min | Finale OS Peking, Volksrepublik China | 17. August 2008 |
| Olympischer Rekord | Gulnara Galkina ( Russland) | 8:58,81 min | Finale OS Peking, Volksrepublik China | 17. August 2008 |

Der bestehende olympische Rekord, gleichzeitig Weltrekord, wurde bei diesen Spielen zwar nicht erreicht, aber mit ihrer Zeit im Finale am 15. August von 8:59,75 min verfehlte Olympiasiegerin Ruth Jebet aus Bahrain den Rekord um lediglich 94 Hundertstelsekunden.

### Rekordverbesserungen
Es wurden zwei Kontinental- und darüber hinaus vier Landesrekorde aufgestellt:
- Kontinentalrekorde:
  - 8:59,75 min (Asienrekord) – Ruth Jebet (Bahrain), Finale am 15. August
  - 9:07,63 min (Amerikarekord) – Emma Coburn (USA), Finale am 15. August
- Landesrekorde:
  - 9:30,54 min – Fabienne Schlumpf (Schweiz), zweiter Vorlauf am 13. August
  - 9:30,24 min – Geneviève Lalonde (Kanada), dritter Vorlauf am 13. August
  - 9:32,68 min – Anna Emilie Møller (Dänemark), dritter Vorlauf am 13. August
  - 9:18,41 min – Gesa Felicitas Krause (Deutschland), Finale am 15. August

Anmerkung:
Alle Zeitangaben sind auf die Ortszeit Rio (UTC-3) bezogen.

## Vorrunde
Die Vorrunde wurde in drei Läufen durchgeführt. Für das Finale qualifizierten sich pro Lauf die ersten drei Athletinnen (hellblau unterlegt). Darüber hinaus kamen die sechs Zeitschnellsten, die sogenannten Lucky Loser (hellgrün unterlegt), weiter.

### Lauf 1

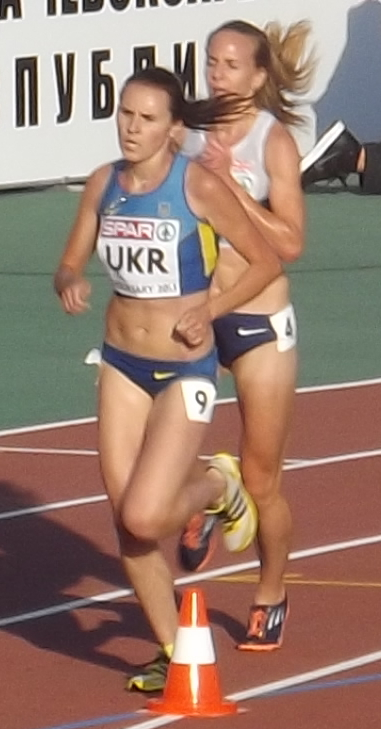
Marija Schatalowa – ausgeschieden als Sechste des ersten Vorlaufs
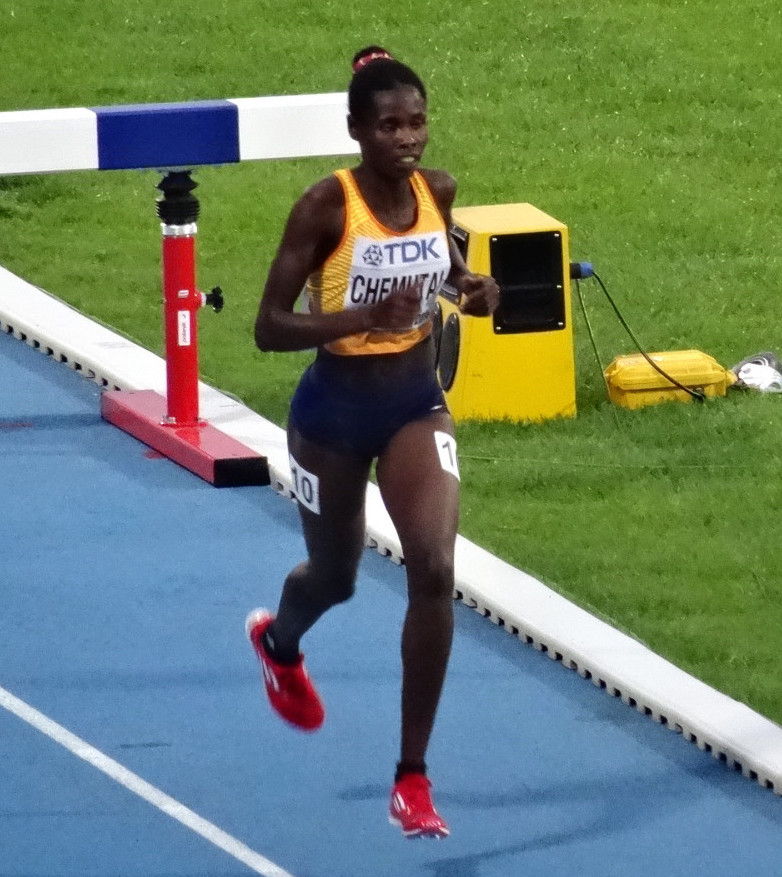
Peruth Chemutai – ausgeschieden als Siebte des ersten Vorlaufs

13. August 2016, 10.05 Uhr
| Platz | Name                     | Nation      | Zeit (min) |
| ----- | ------------------------ | ----------- | ---------- |
| 1     | Ruth Jebet               | Bahrain     | 9:12,62    |
| 2     | Sofia Assefa             | Äthiopien   | 9:18,75    |
| 3     | Gesa Felicitas Krause    | Deutschland | 9:19,70    |
| 4     | Colleen Quigley          | USA         | 9:12,82    |
| 5     | Lydia Rotich             | Kenia       | 9:30,21    |
| 6     | Marija Schatalowa        | Ukraine     | 9:30,89    |
| 7     | Peruth Chemutai          | Uganda      | 9:31,03    |
| 8     | Charlotta Fougberg       | Schweden    | 9:31,16    |
| 9     | Özlem Kaya               | Türkei      | 9:32,03    |
| 10    | Swjatlana Kudselitsch    | Belarus     | 9:32,93    |
| 11    | Fadwa Sidi Madane        | Marokko     | 9:32,94    |
| 12    | Diana Martín             | Spanien     | 9:44,07    |
| 13    | Ingeborg Løvnes          | Norwegen    | 9:44,85    |
| 14    | Kerry O’Flaherty         | Irland      | 9:45,35    |
| 15    | Juliana Paula dos Santos | Brasilien   | 9:45,95    |
| 16    | Erin Teschuk             | Kanada      | 9:53,70    |
| 17    | Anju Takamizawa          | Japan       | 9:58,59    |

Weitere im ersten Vorlauf ausgeschiedene Hindernisläuferinnen:

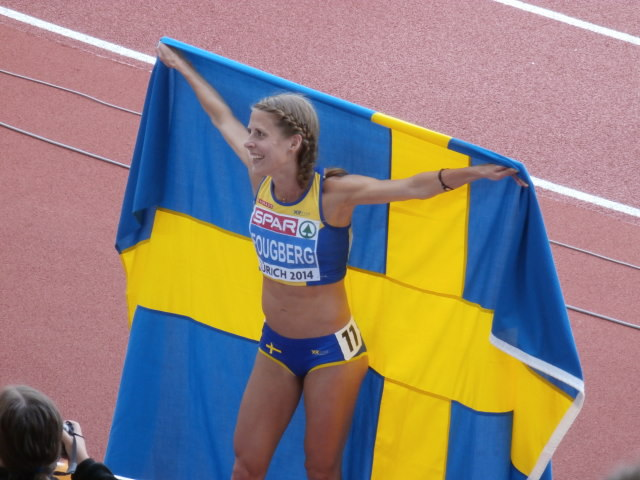
Charlotta Fougberg – Rang acht
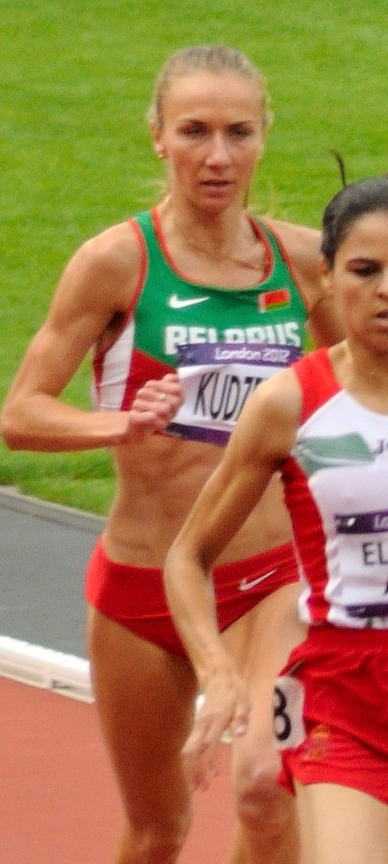
Swjatlana Kudselitsch – Rang zehn
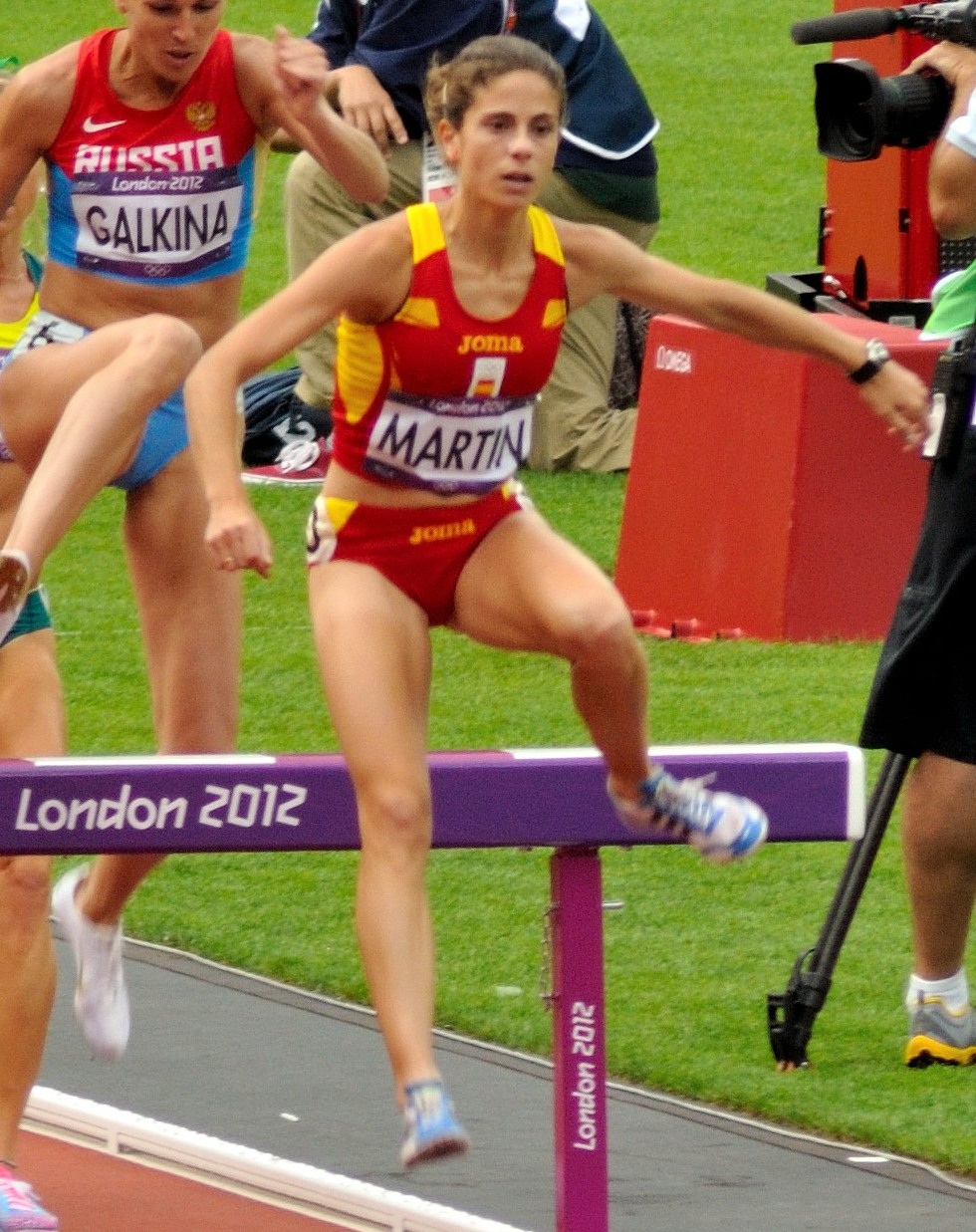
Diana Martín – Rang zwölf
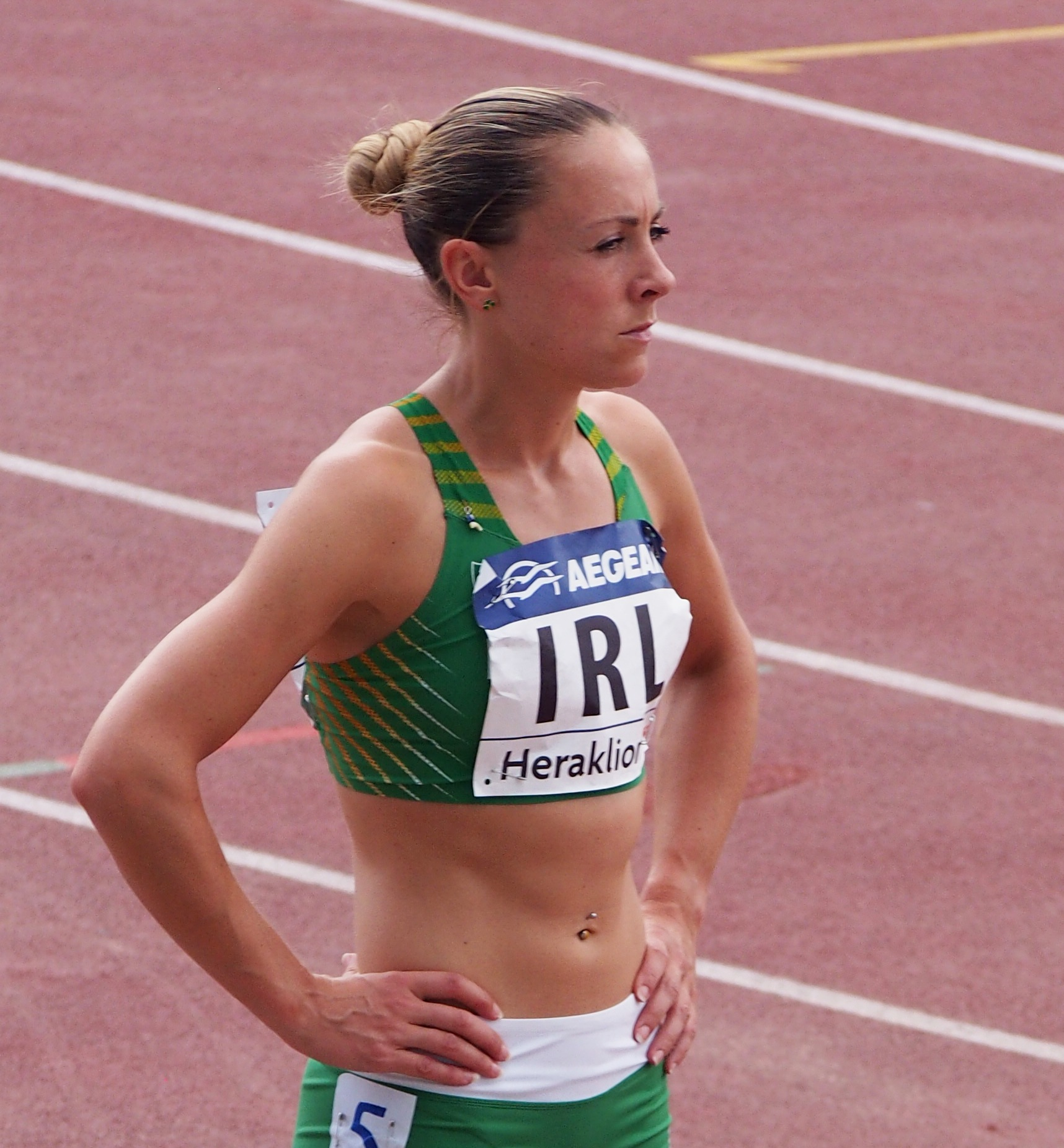
Kerry O’Flaherty – Rang vierzehn
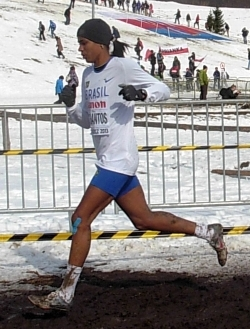
Juliana Paula dos Santos – Rang fünfzehn

### Lauf 2
- Hiwot Alayew – ausgeschieden
als Siebte des zweiten Vorlaufs
- Sanaa Koubaa – ausgeschieden
als Neunte des zweiten Vorlaufs
- Victoria Mitchell – ausgeschieden
als Zehnte des zweiten Vorlaufs

13. August 2016, 10.21 Uhr
| Platz | Name                  | Nation      | Zeit (min) | Anmerkung |
| ----- | --------------------- | ----------- | ---------- | --------- |
| 1     | Beatrice Chepkoech    | Kenia       | 9:17,55    |           |
| 2     | Emma Coburn           | USA         | 9:18,12    |           |
| 3     | Habiba Ghribi         | Tunesien    | 9:18,71    |           |
| 4     | Lalita Babar          | Indien      | 9:19,76    |           |
| 5     | Madeline Heiner-Hills | Australien  | 9:24,16    |           |
| 6     | Fabienne Schlumpf     | Schweiz     | 9:30,54    | NR        |
| 7     | Hiwot Ayalew          | Äthiopien   | 9:35,09    |           |
| 8     | Matylda Kowal         | Polen       | 9:35,13    |           |
| 9     | Sanaa Koubaa          | Deutschland | 9:35,15    |           |
| 10    | Victoria Mitchell     | Australien  | 9:39,40    |           |
| 11    | Michelle Finn         | Irland      | 9:49,45    |           |
| 12    | Tigist Getent Mekonen | Bahrain     | 9:49,92    |           |
| 13    | Maria Bernard         | Kanada      | 9:50,17    |           |
| 14    | Meryem Akdağ          | Türkei      | 9:50,28    |           |
| 15    | Sandra Eriksson       | Finnland    | 9:56,77    |           |
| 16    | Luiza Gega            | Albanien    | 9:58,49    |           |
| 17    | Anastassija Pusakowa  | Belarus     | 10:14,08   |           |
| 18    | Amina Bettiche        | Algerien    | 10:26,91   |           |

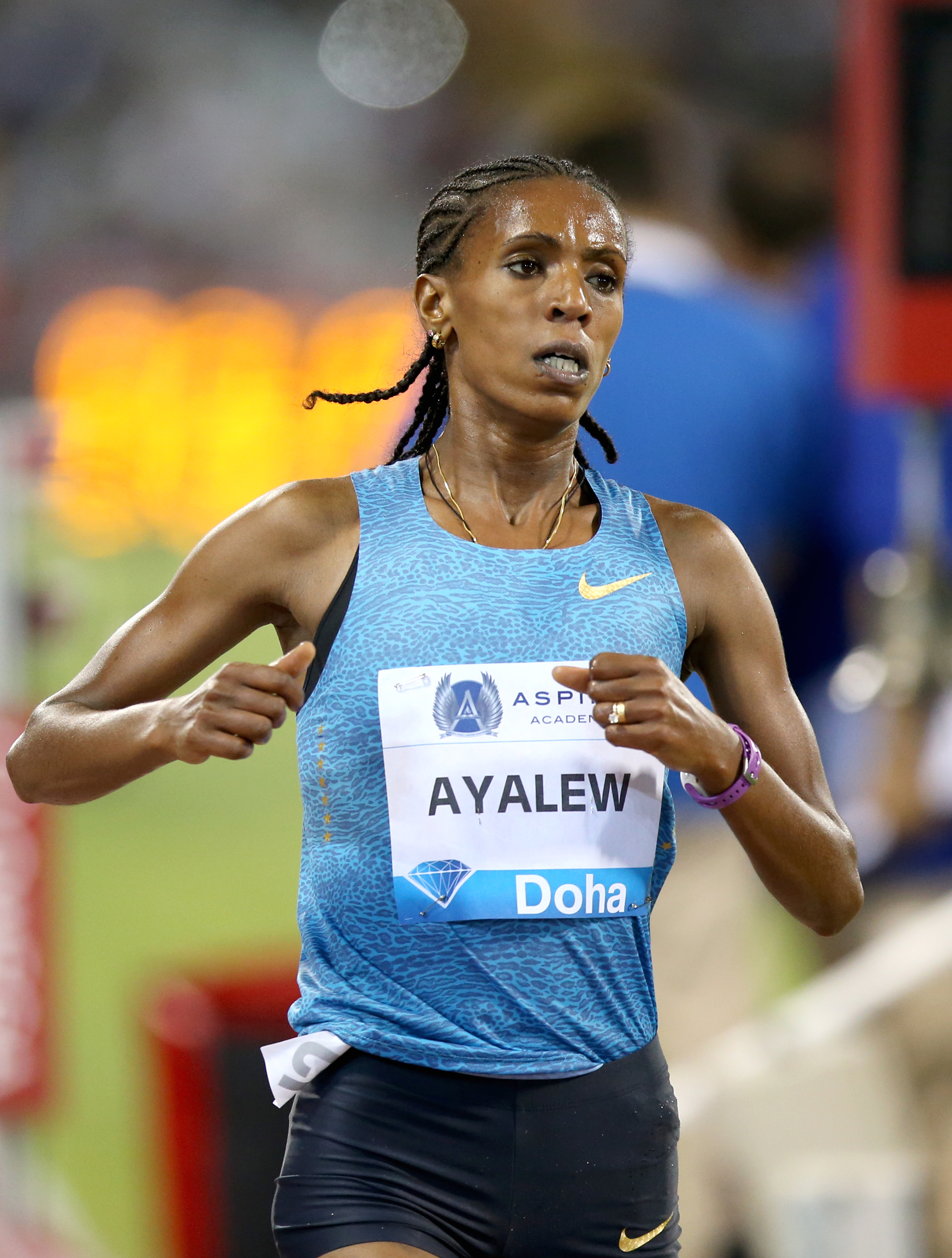
Hiwot Alayew – ausgeschieden als Siebte des zweiten Vorlaufs
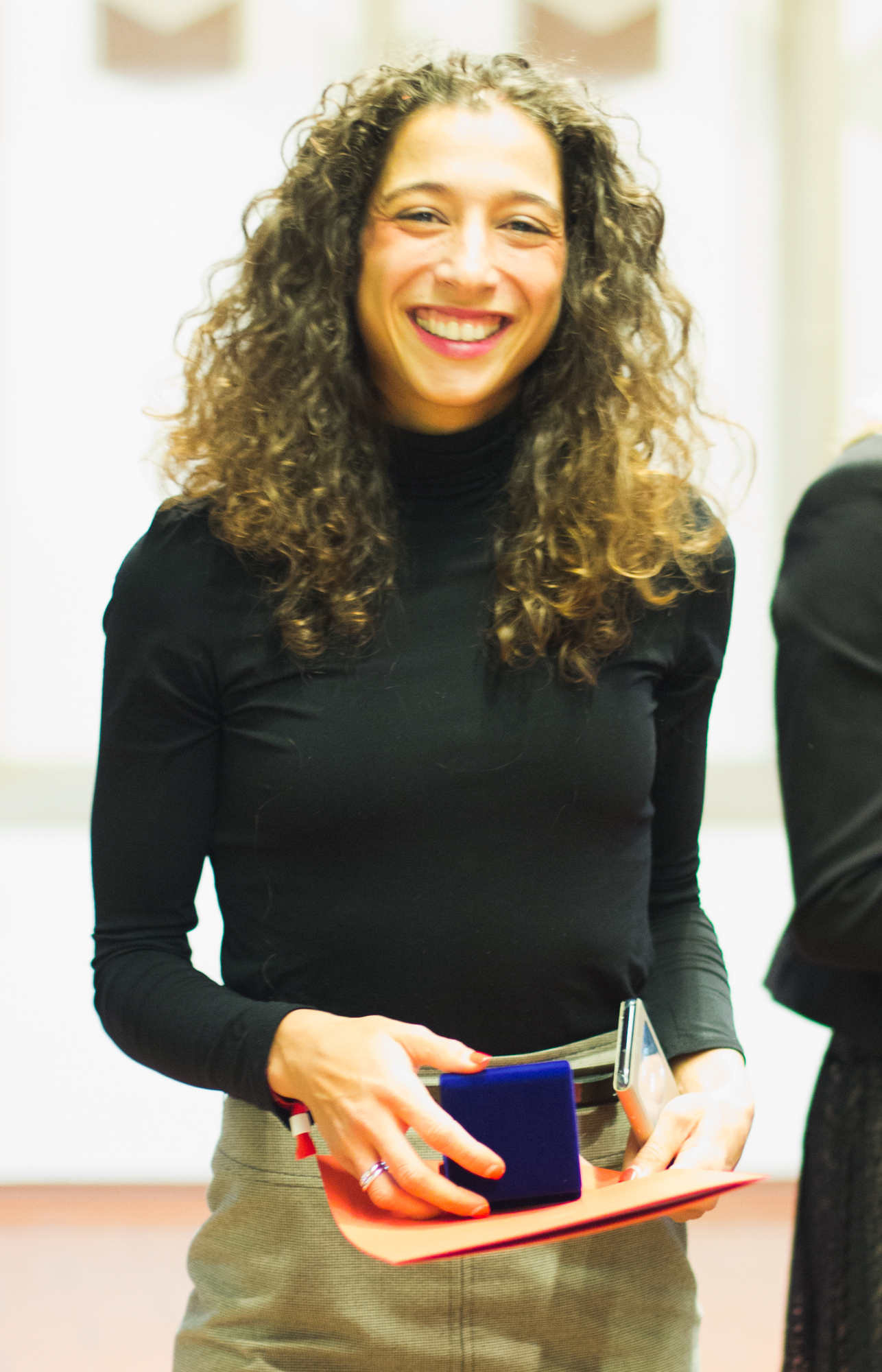
Sanaa Koubaa – ausgeschieden als Neunte des zweiten Vorlaufs
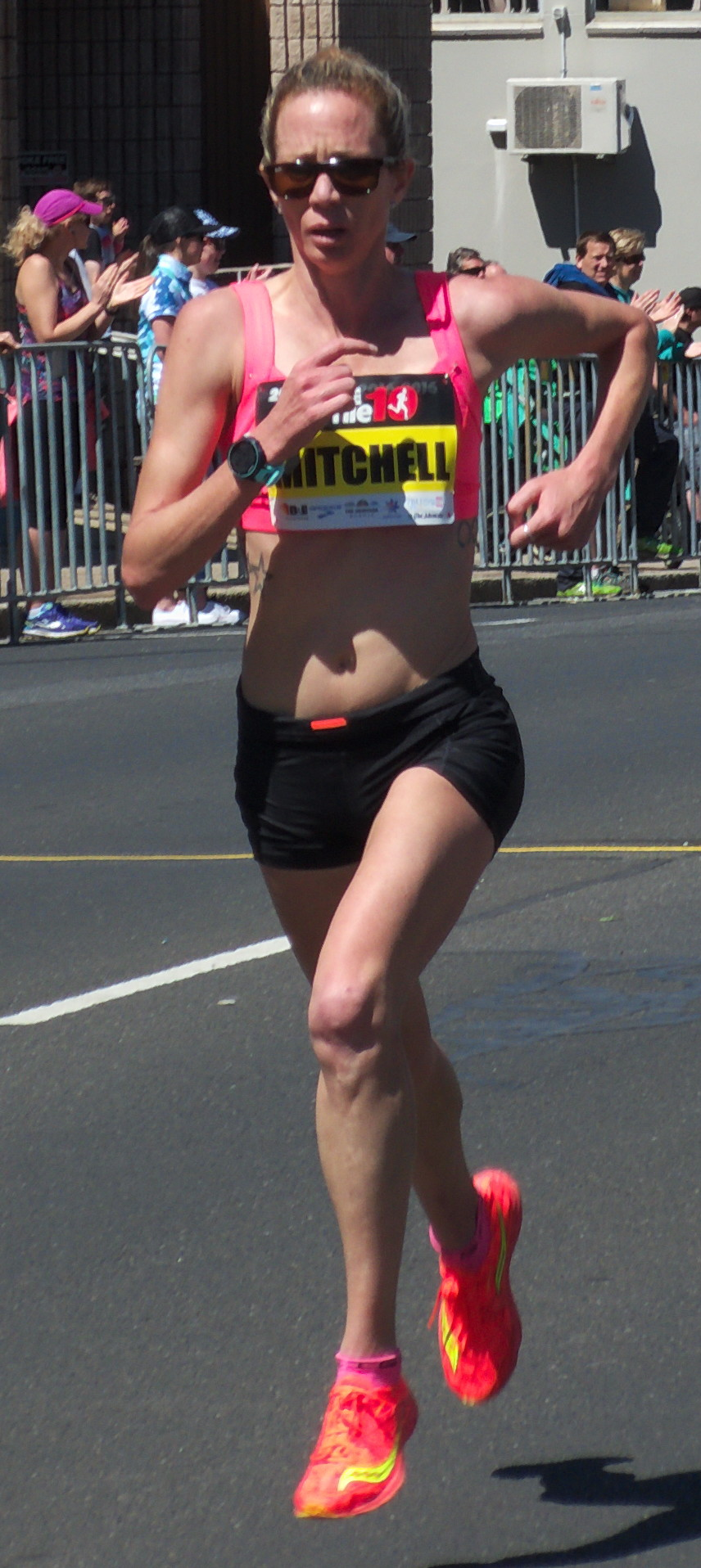
Victoria Mitchell – ausgeschieden als Zehnte des zweiten Vorlaufs

Weitere im zweiten Vorlauf ausgeschiedene Hindernisläuferinnen:

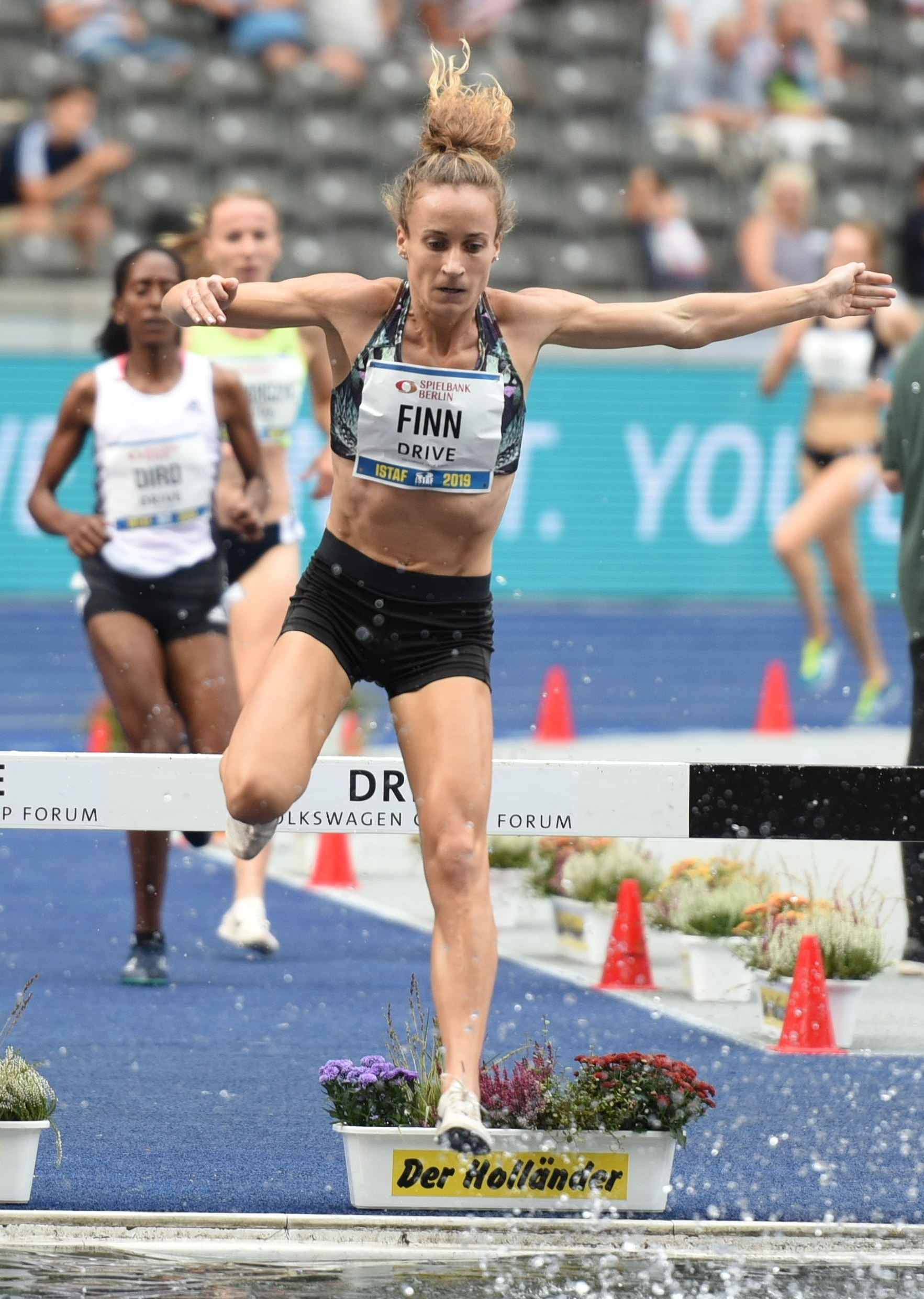
Michelle Finn – Rang elf
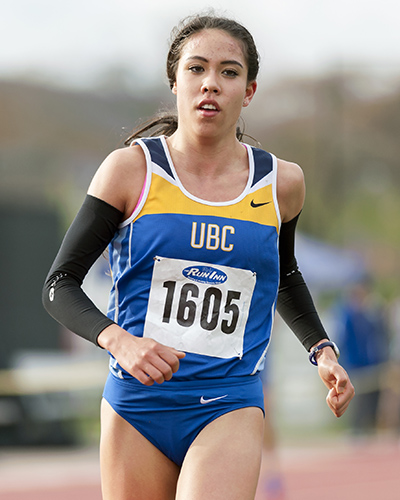
Maria Bernard – Rang dreizehn
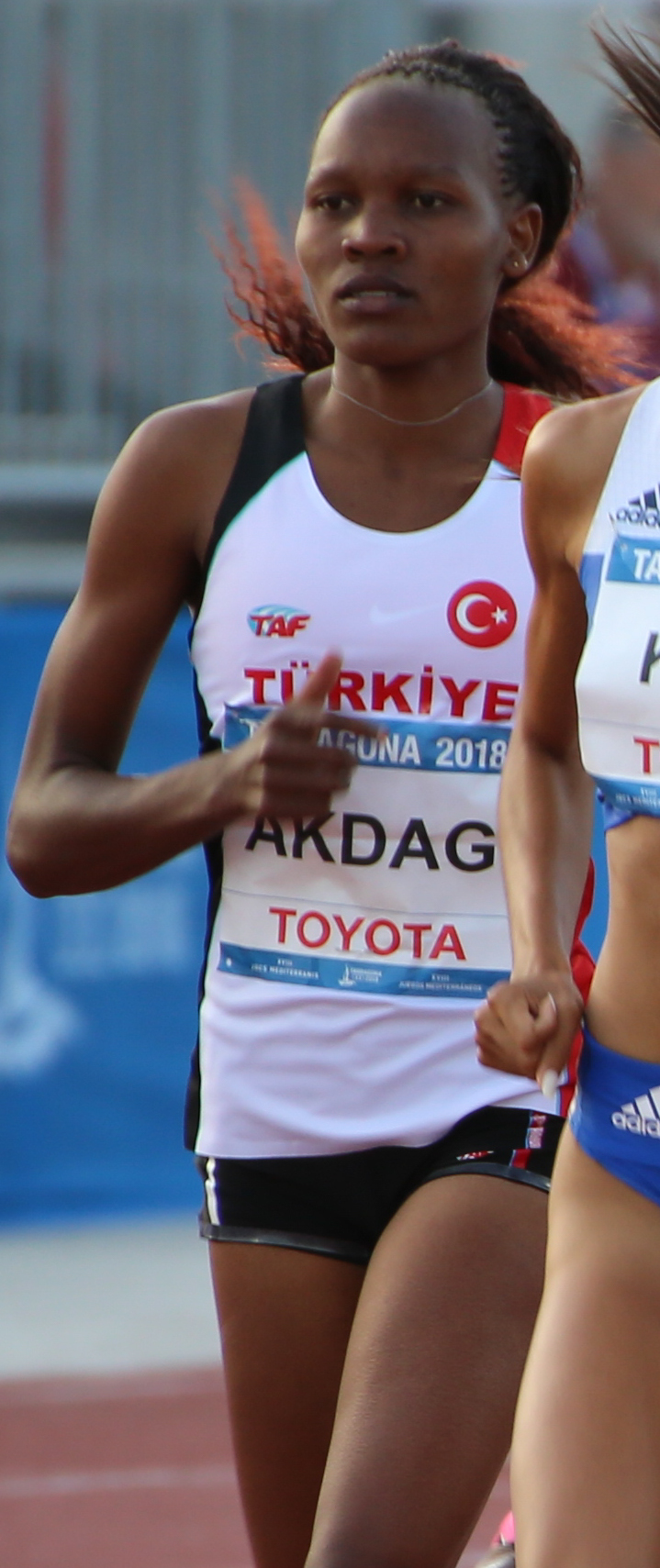
Meryem Akda – Rang vierzehn
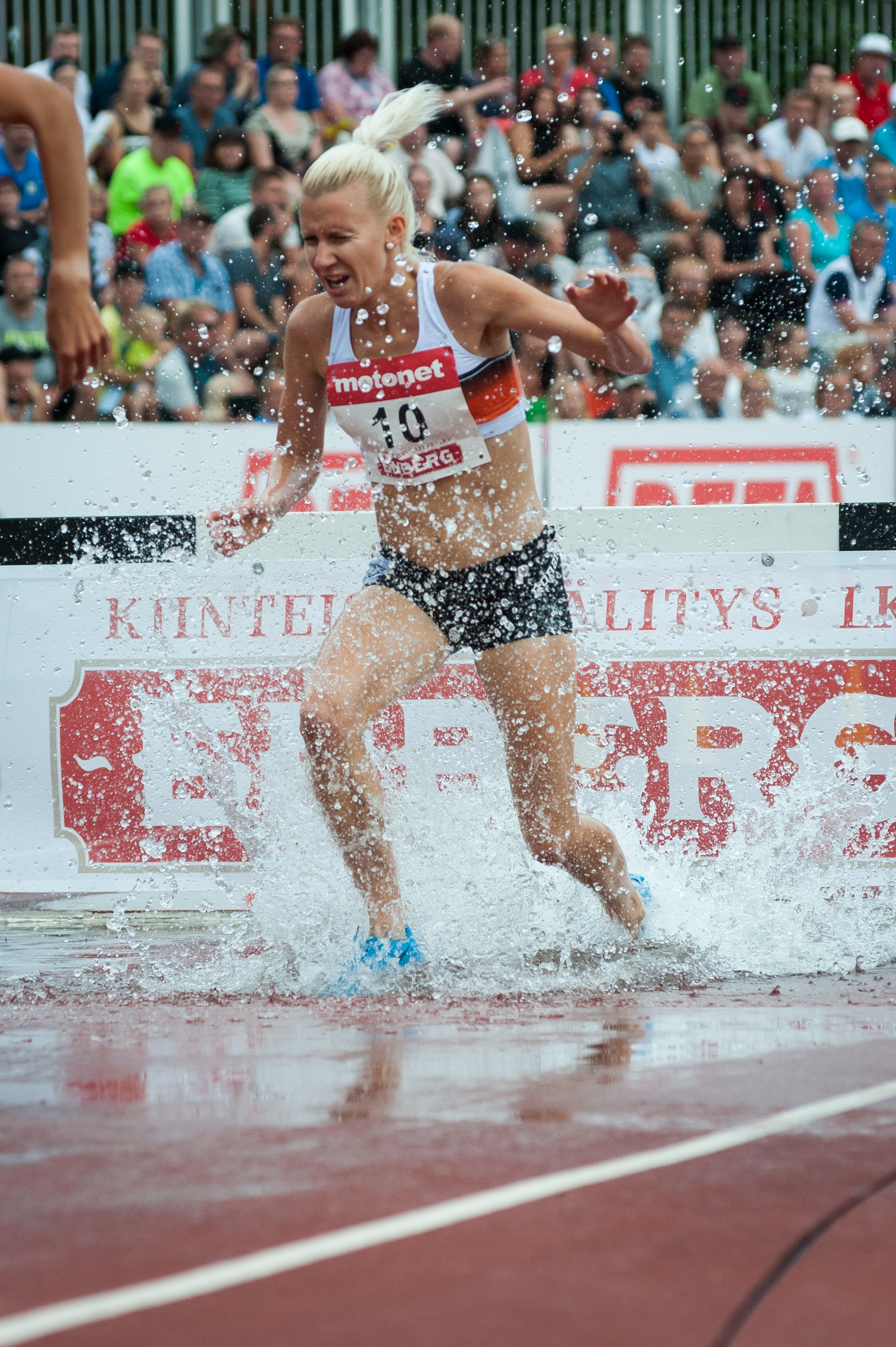
Sandra Eriksson – Rang fünfzehn
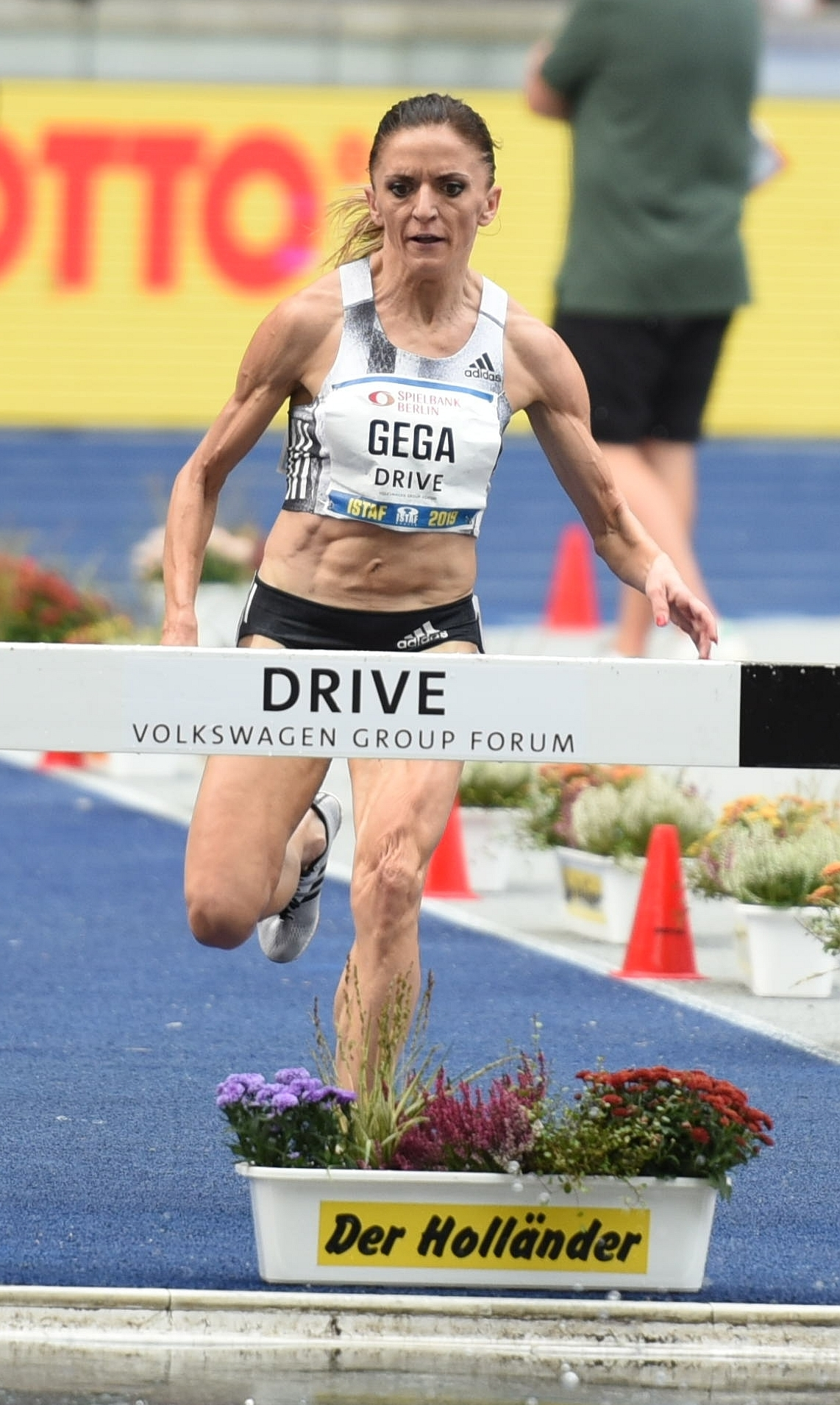
Luiza Gega – Rang sechzehn

### Lauf 3

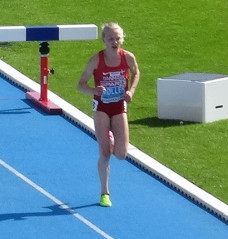
Anna Emilie – ausgeschieden als Sechste des dritten Vorlaufs
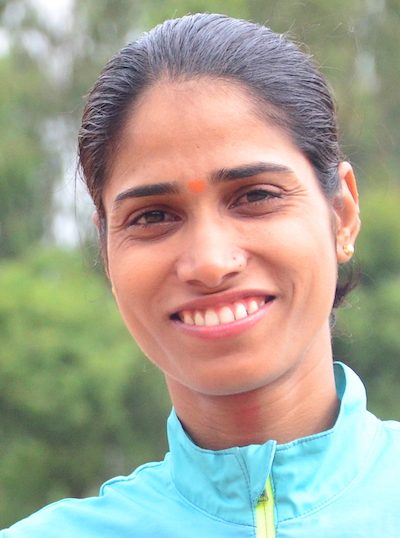
Sudha Singh – ausgeschieden als Neunte des dritten Vorlaufs
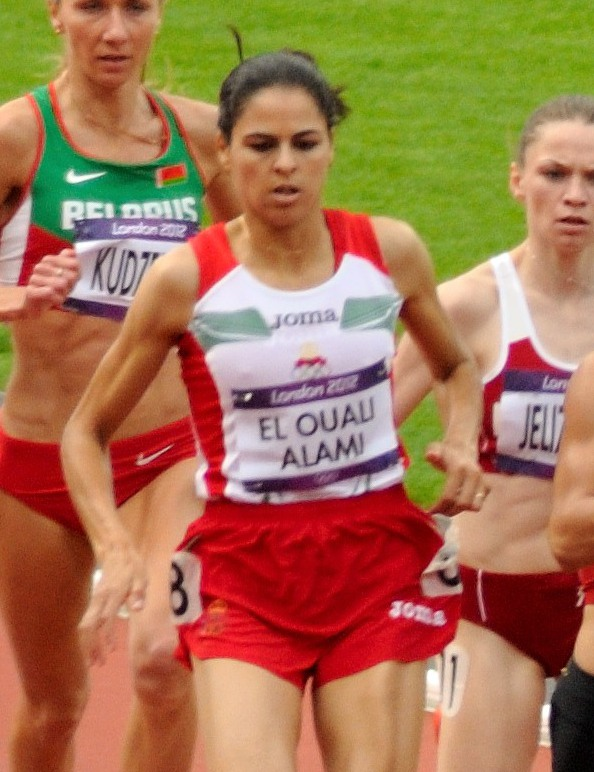
Salima Elouali Alami – ausgeschieden als Zehnte des dritten Vorlaufs

13. August 2016, 10.37 Uhr
Bei ca. 2000 Metern ereignete sich ein Zwischenfall. Auf der Gegengeraden kam es zu einem Sturz im dichten Läuferfeld. Protesten der irischen, äthiopischen und jamaikanischen Mannschaft wurde später stattgegeben. Die in den Sturz involvierten Etenesh Diro, Aisha Praught und Sarah Louise Treacy wurden für das Finale zugelassen.
| Platz | Name                 | Nation              | Zeit (min) | Anmerkung                          |
| ----- | -------------------- | ------------------- | ---------- | ---------------------------------- |
| 1     | Hyvin Kiyeng         | Kenia               | 9:24,61    |                                    |
| 2     | Genevieve LaCaze     | Australien          | 9:26,25    |                                    |
| 3     | Courtney Frerichs    | USA                 | 9:27,02    |                                    |
| 4     | Geneviève Lalonde    | Kanada              | 9:30,24    | NR                                 |
| 5     | Zhang Xinyan         | Volksrepublik China | 9:31,47    |                                    |
| 6     | Anna Emilie Møller   | Dänemark            | 9:32,68    | NR                                 |
| 7     | Etenesh Diro         | Äthiopien           | 9:34,70    | per Wildcard zum Finale zugelassen |
| 8     | Aisha Praught        | Jamaika             | 9:35,79    | per Wildcard zum Finale zugelassen |
| 9     | Sudha Singh          | Indien              | 9:43,29    |                                    |
| 10    | Salima Elouali Alami | Marokko             | 9:44,83    |                                    |
| 11    | Eliane Saholinirina  | Madagaskar          | 9:45,92    |                                    |
| 12    | Sara Louise Treacy   | Irland              | 9:46,24    | per Wildcard zum Finale zugelassen |
| 13    | Ancuța Bobocel       | Rumänien            | 9:46,28    |                                    |
| 14    | Tuğba Güvenç         | Türkei              | 9:49,93    |                                    |
| 15    | Maya Rehberg         | Deutschland         | 9:51,73    |                                    |
| 16    | Belén Casetta        | Argentinien         | 9:51,85    |                                    |
| 17    | Lennie Waite         | Großbritannien      | 10:14,18   |                                    |

Weitere im dritten Vorlauf ausgeschiedene Hindernisläuferinnen:

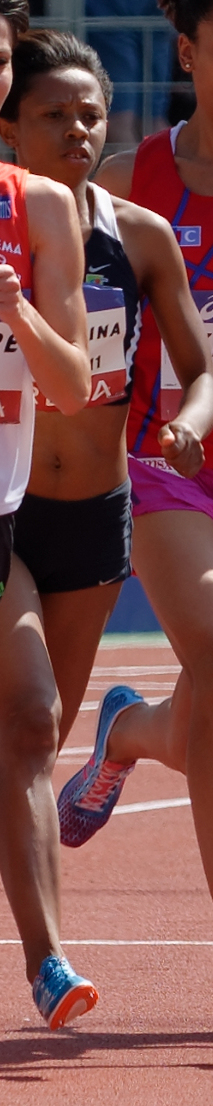
Eliane Saholinirina – Rang elf
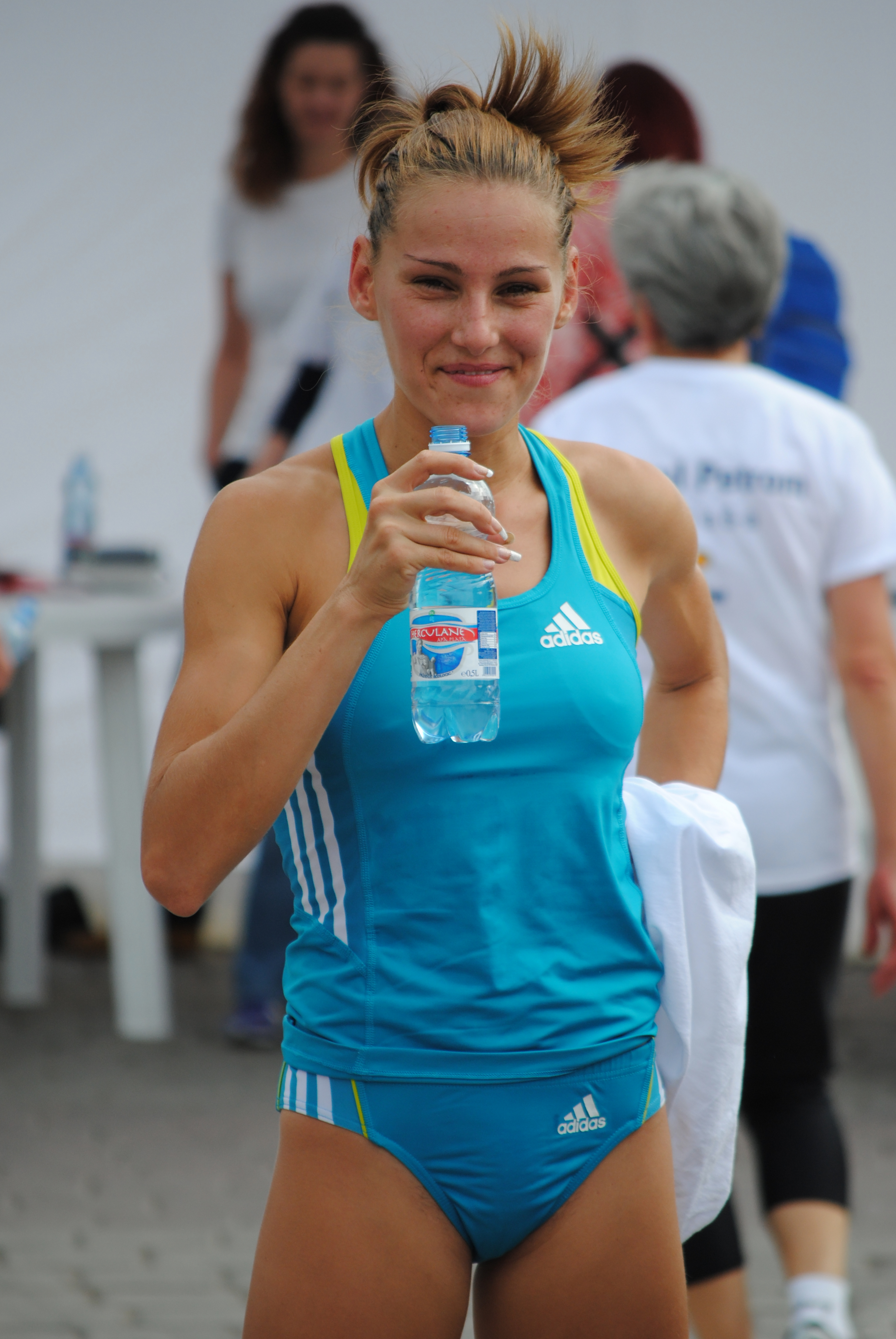
Ancuța Bobocel – Rang dreizehn
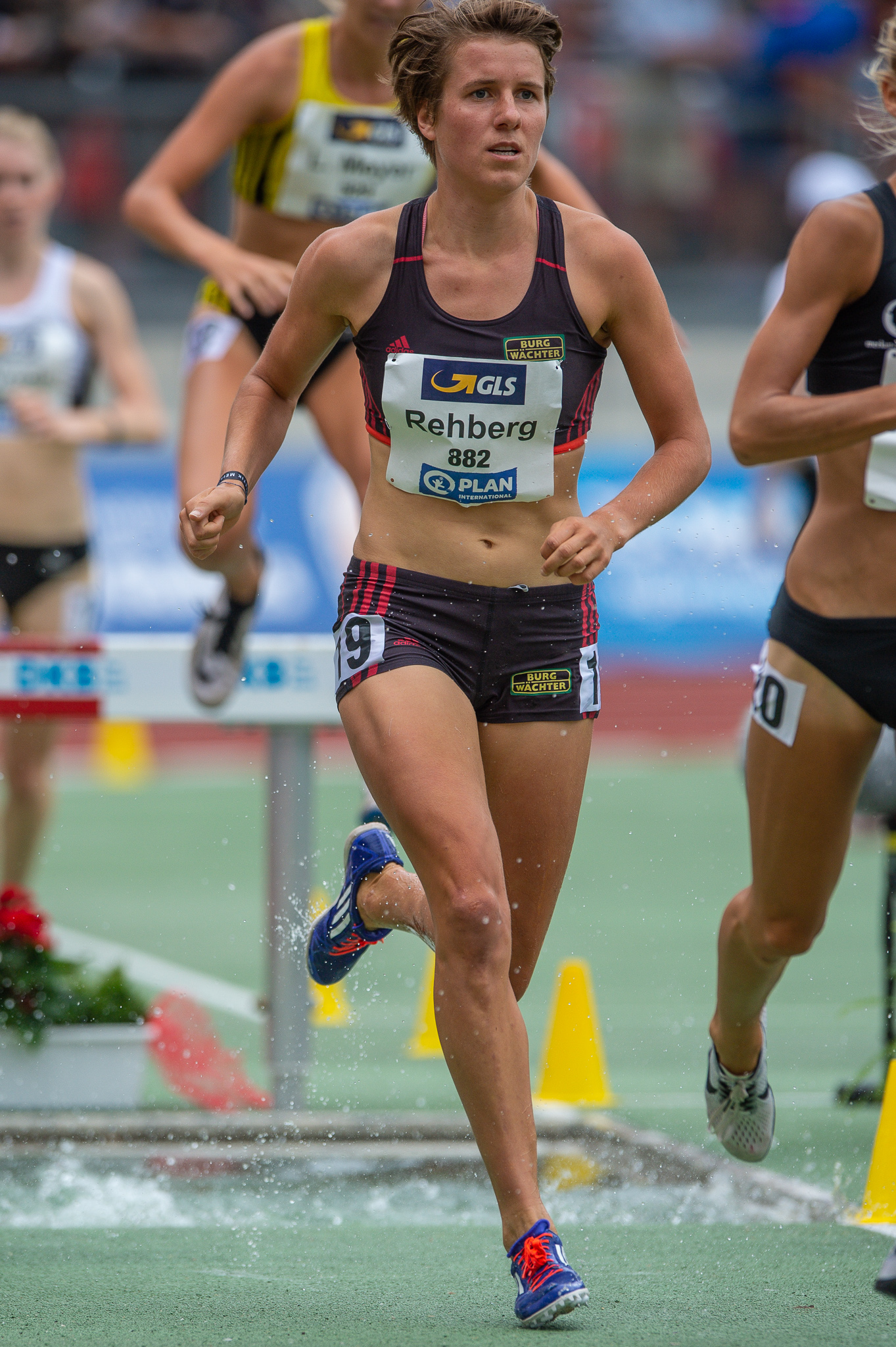
Maya Rehberg – Rang fünfzehn
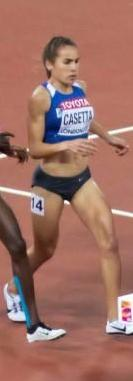
Belén Casetta – Rang sechzehn
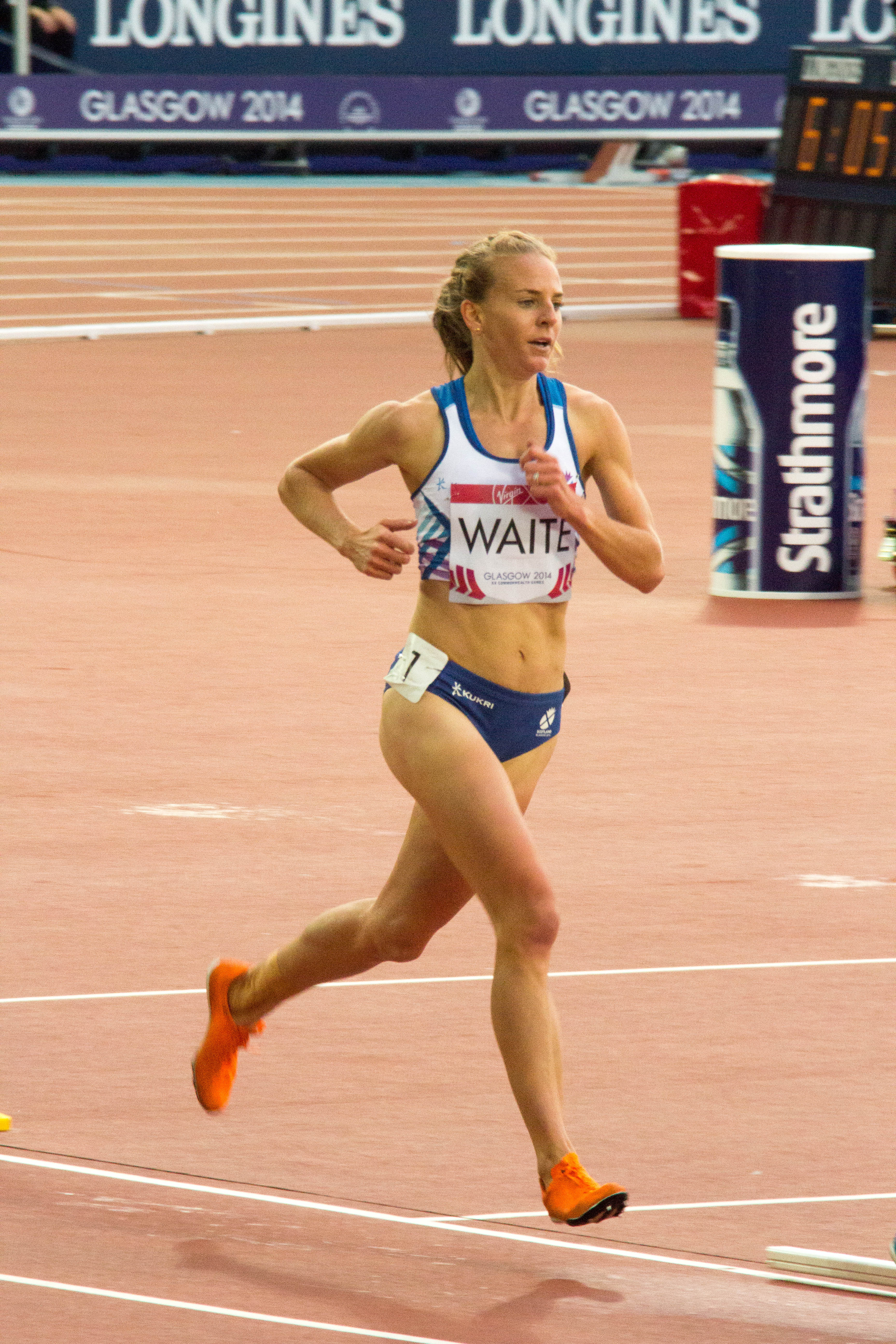
Lennie Waite – Rang siebzehn

## Finale
15. August 2016, 22:37 Uhr
| Platz | Name                  | Nation      | Zeit (min) | Anmerkung |
| ----- | --------------------- | ----------- | ---------- | --------- |
| 1     | Ruth Jebet            | Bahrain     | 8:59,75    | AS        |
| 2     | Hyvin Kiyeng          | Kenia       | 9:07,12    |           |
| 3     | Emma Coburn           | USA         | 9:07,63    | AM        |
| 4     | Beatrice Chepkoech    | Kenia       | 9:16,05    |           |
| 5     | Sofia Assefa          | Äthiopien   | 9:17,15    |           |
| 6     | Gesa Felicitas Krause | Deutschland | 9:18,41    | DR        |
| 7     | Madeline Heiner-Hills | Australien  | 9:20,38    |           |
| 8     | Colleen Quigley       | USA         | 9:21,10    |           |
| 9     | Genevieve LaCaze      | Australien  | 9:21,21    |           |
| 10    | Lalita Babar          | Indien      | 9:22,74    |           |
| 11    | Courtney Frerichs     | USA         | 9:22,87    |           |
| 12    | Habiba Ghribi         | Tunesien    | 9:28,75    |           |
| 13    | Lydia Rotich          | Kenia       | 9:29,90    |           |
| 14    | Aisha Praught         | Jamaika     | 9:34,20    |           |
| 15    | Etenesh Diro          | Äthiopien   | 9:38,77    |           |
| 16    | Geneviève Lalonde     | Kanada      | 9:41,88    |           |
| 17    | Sara Louise Treacy    | Irland      | 9:52,70    |           |
| 18    | Fabienne Schlumpf     | Schweiz     | 9:59,30    |           |

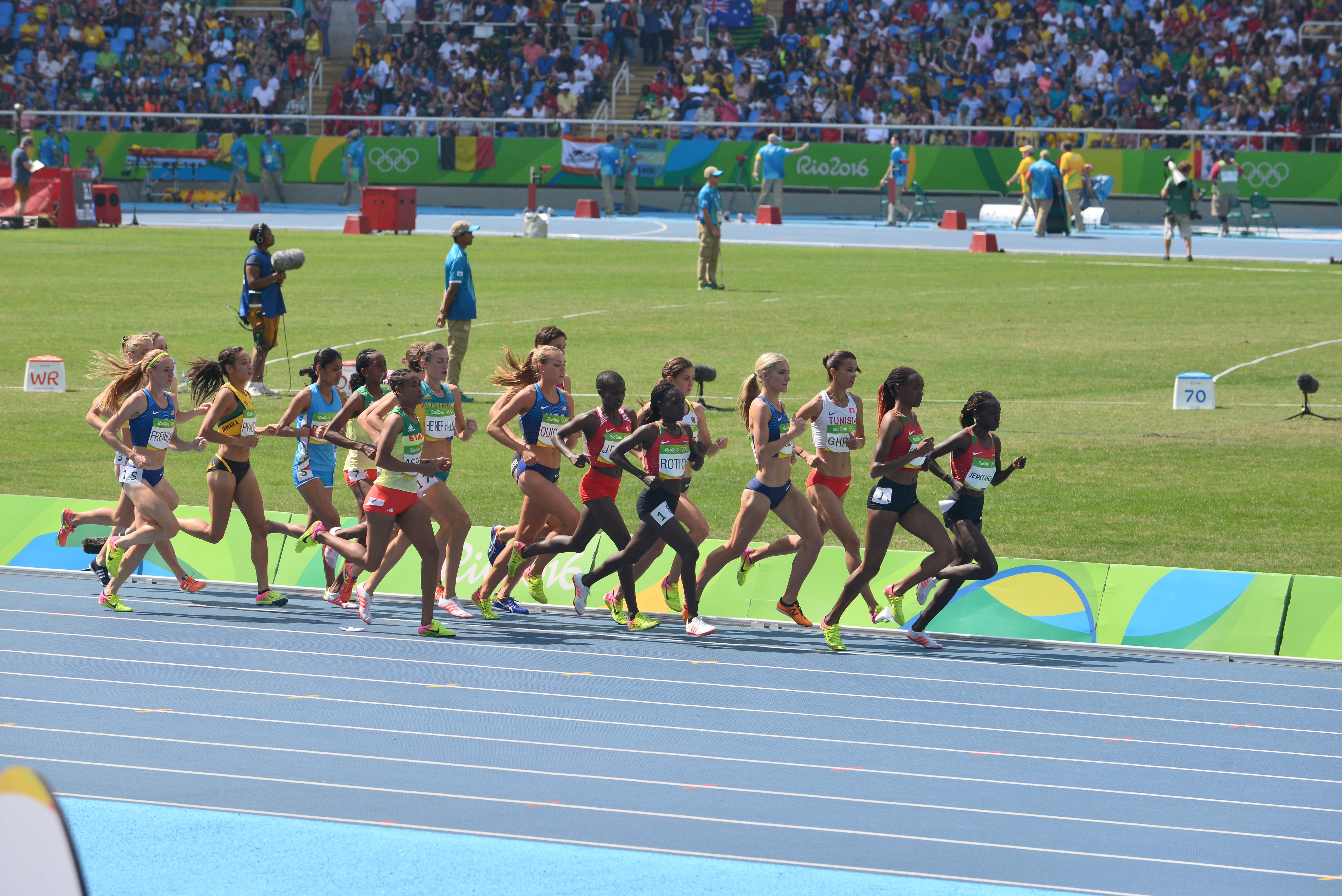
Szene aus einer frühen Finalphase
mit einem noch geschlossenen Läuferinnenfeld

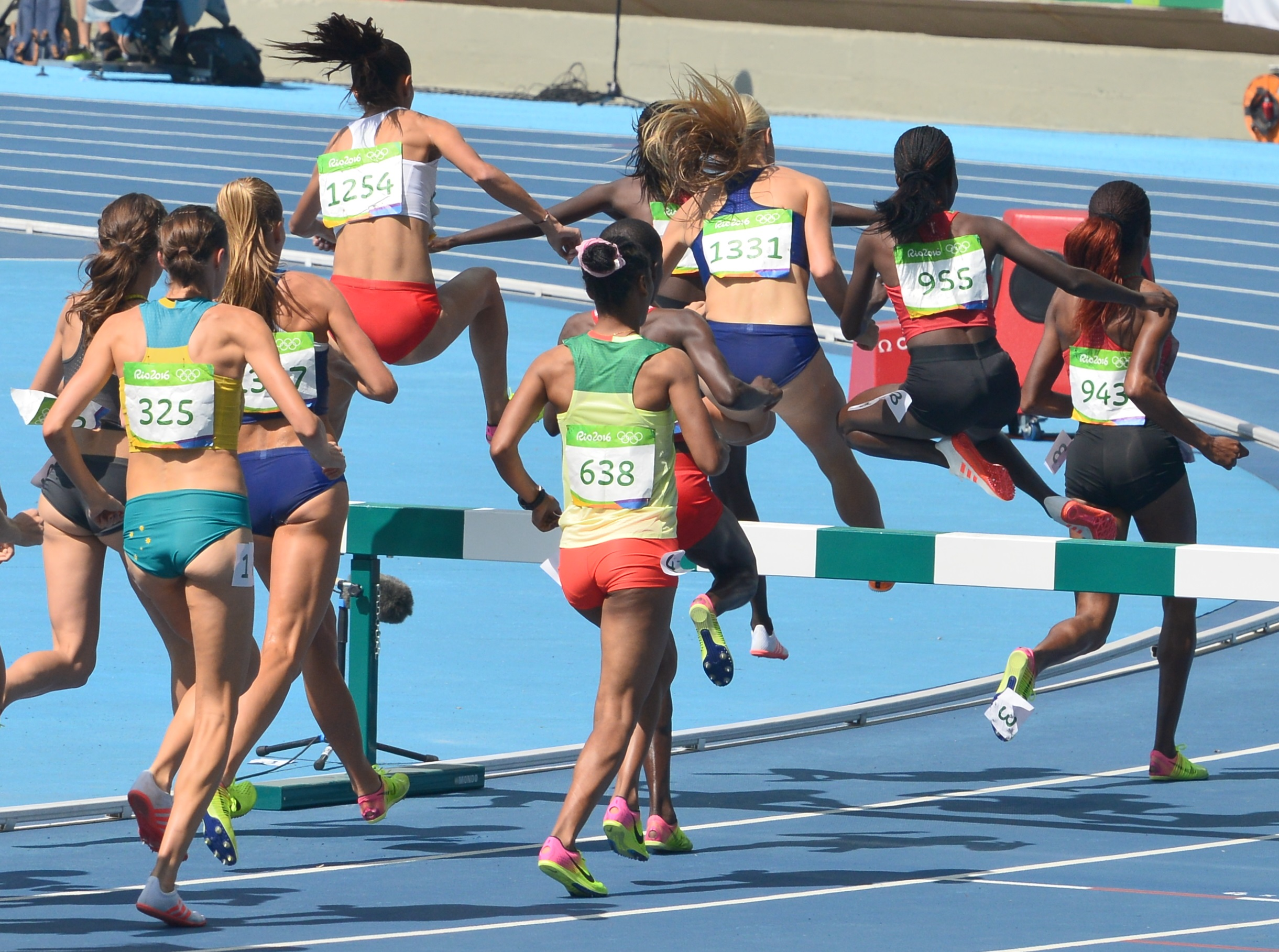
Die Finalistinnen beim Überqueren eines Hindernisses

Für das Finale hatten sich jeweils alle drei Kenianerinnen und US-Amerikanerinnen qualifiziert. Hinzu kamen je zwei Australierinnen und Äthiopierinnen. Komplettiert wurde das Feld durch je eine Starterin aus Bahrain, Deutschland, Indien, Irland, Jamaika, Kanada, der Schweiz und Tunesien.
Die ersten drei der Weltrangliste, Ruth Jebet aus Bahrain, Hyvin Kiyeng Jepkemoi, die amtierende Weltmeisterin aus Kenia, und Emma Coburn, WM-Fünfte aus den USA, hatten das Finale erreicht und waren die Favoriten des Rennens. Weitere Athletinnen mit guten Aussichten auf vordere Platzierungen waren die tunesische Vizeweltmeisterin Habiba Ghribi, die deutsche WM-Dritte und amtierende Europameisterin Gesa Felicitas Krause sowie die äthiopische WM-Dritte von 2013 und WM-Vierte von 2015 Sofia Assefa.
Der erste Kilometer wurde mit 3:05,93 min nicht besonders zügig gelaufen. Anschließend übernahm Jebet die Spitze und erhöhte das Tempo ganz erheblich. So riss das Feld komplett auseinander. Jepkemoi und Coburn versuchten, den Kontakt zu Jebet nicht zu verlieren, doch das gelang ihnen nicht. Die Zeit für den zweiten Kilometer betrug 2:54,13 min. Jebet konnte zwar das hohe Tempo nicht ganz halten, doch sie blieb weiterhin alleine vorne. Hinter ihr hatte Beatrice Chepkoech zu ihrer Landsfrau Jepkemoi aufgeschlossen.
Zwei Runden vor Schluss musste Chepkoech abreißen lassen. Coburn zog an ihr vorbei kam bis zur letzten Runde auch an Jepkemoi heran. Während Ruth Jebet mit einem letzten Kilometer von 2:59,69 min Olympiasiegerin wurde, konnte Hyvin Kiyeng Jepkemoi den Angriff der US-Läuferin abwehren und gewann die Silbermedaille vor Emma Coburn. Beatrice Chepkoech wurde Vierte vor Sofia Assefa. Als beste Europäerin kam Gesa Felicitas Krause mit neuem Landesrekord auf den sechsten Platz.
Ruth Jebet, eine gebürtige Kenianerin gewann die erste olympische Goldmedaille für Bahrain.

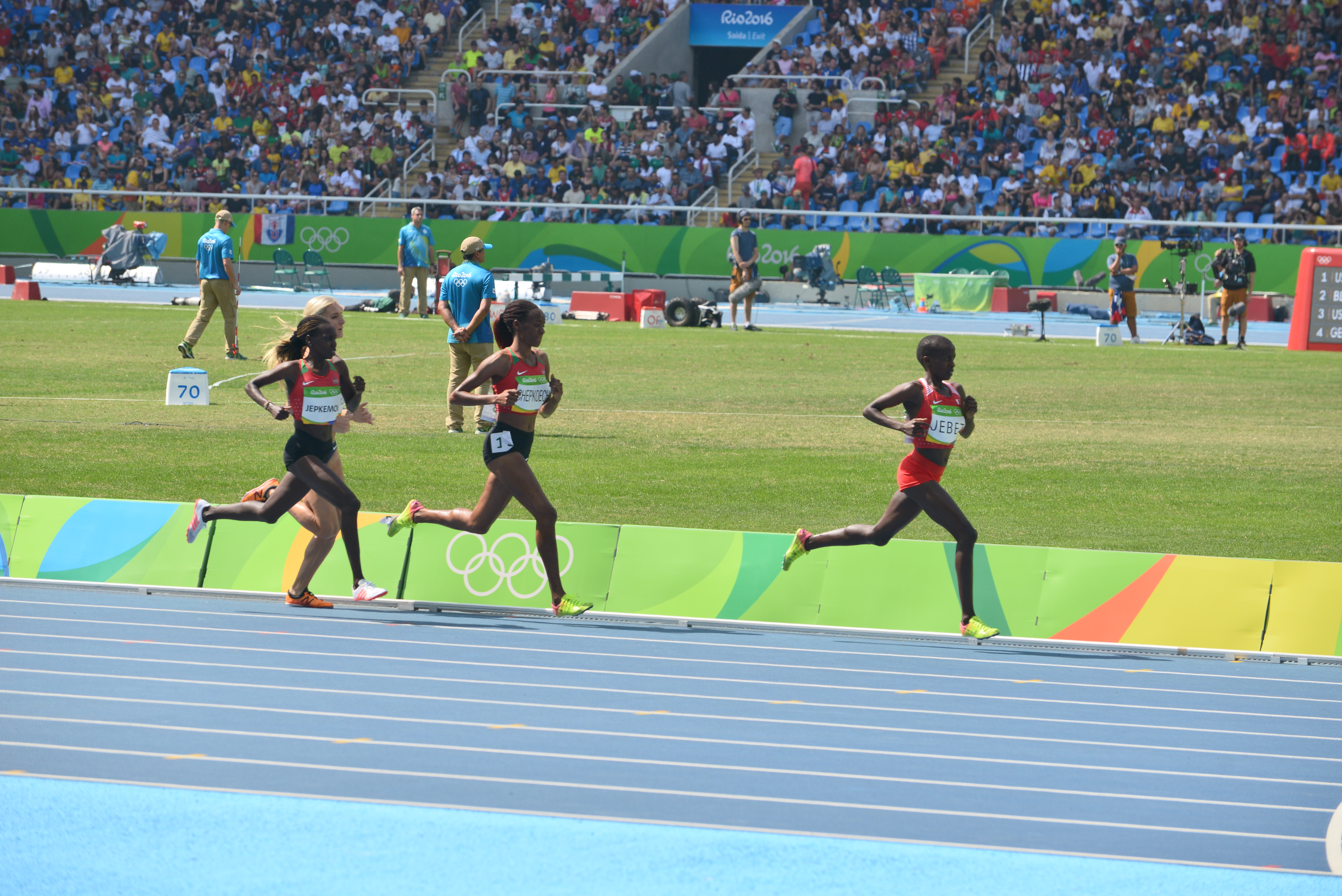
Ruth Jebet setzte sich ab, dahinter Beatrice Chepkoech, Hyvin Kiyeng und Emma Coburn
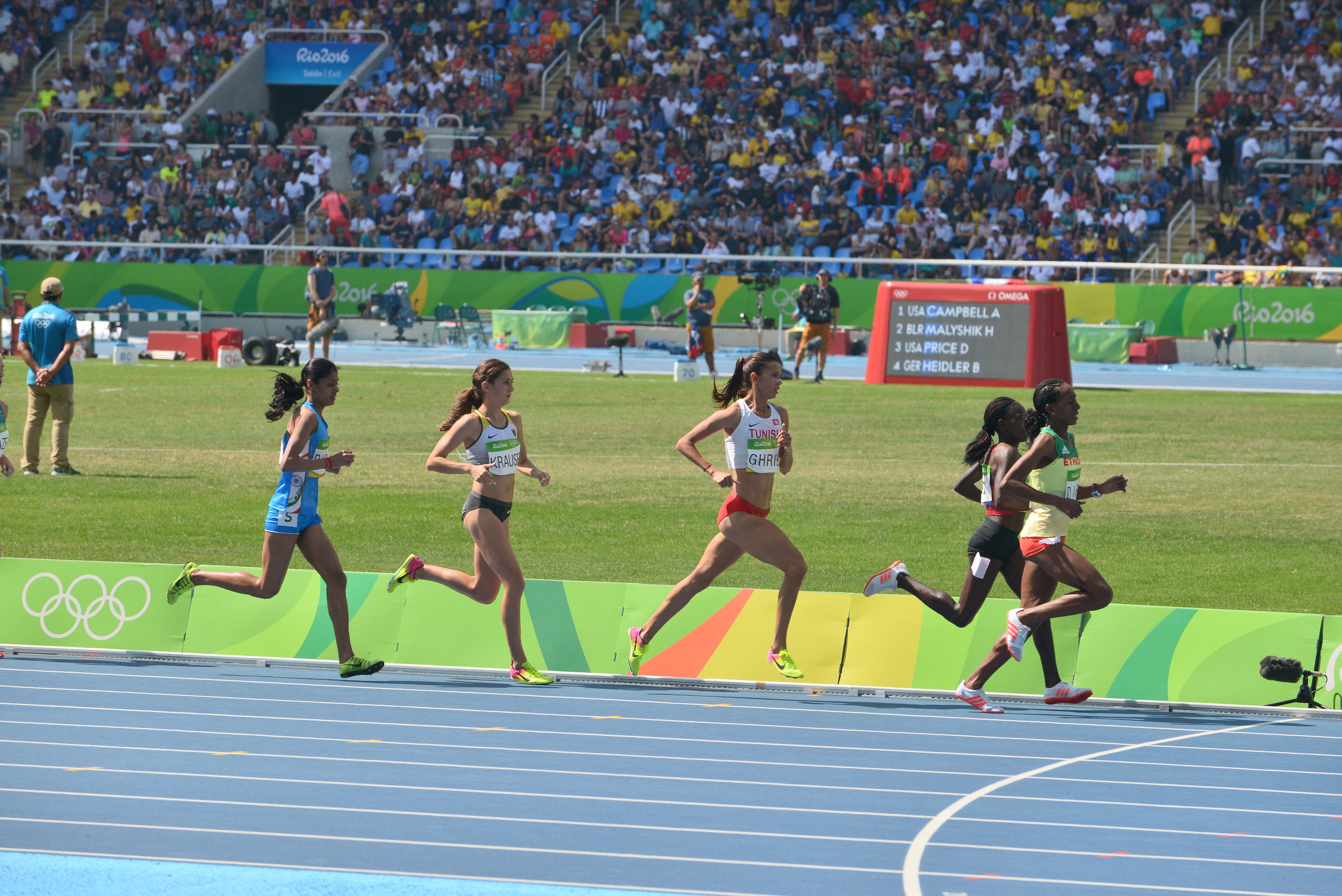
Gruppe mit Verfolgerinnen: Etenesh Diro und Lydia Rotich vor Habiba Ghribi, Gesa Felicitas Krause und Lalita Babar
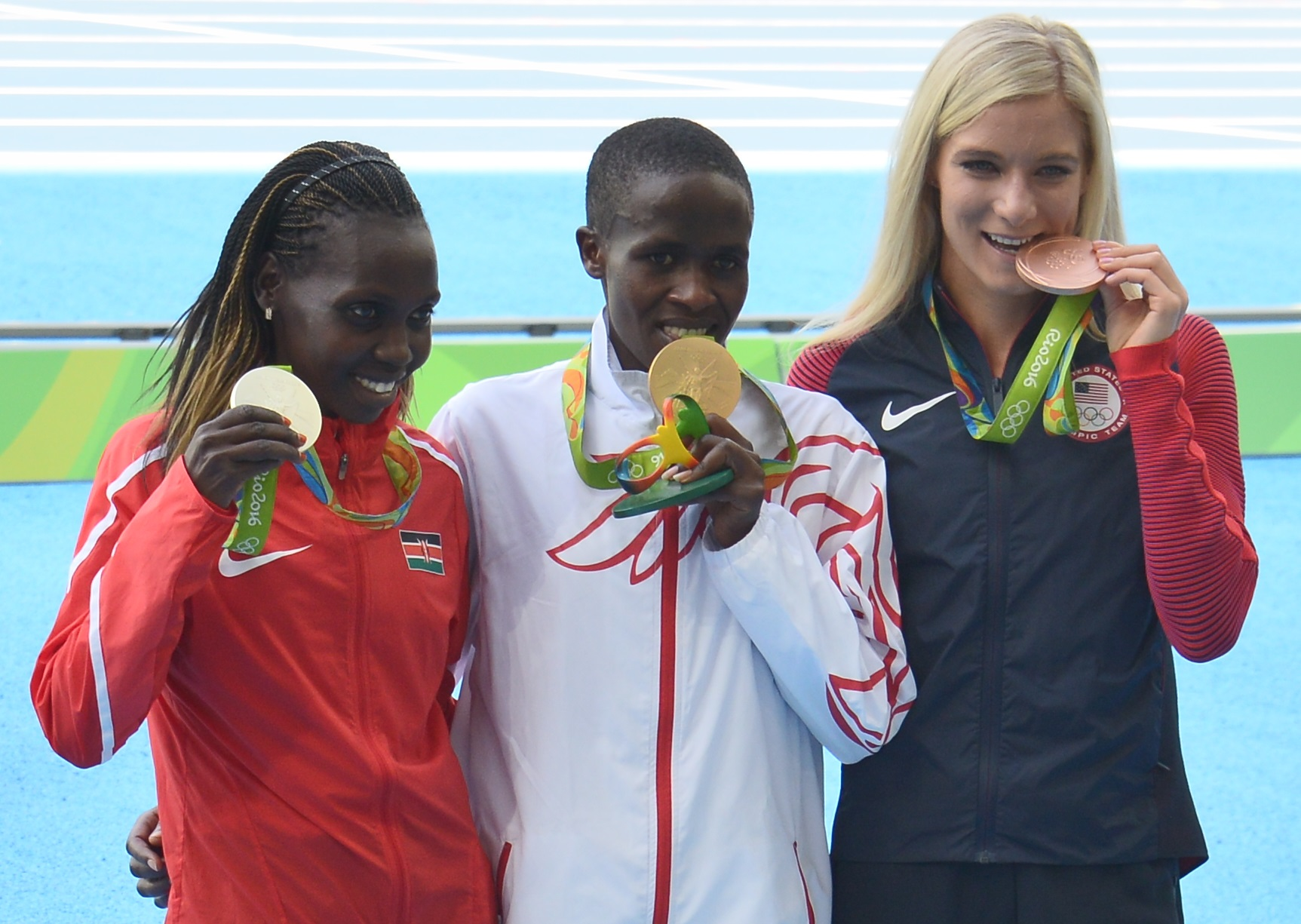
Die Medaillengewinnerinnen (v. l. n. r.): Hyvin Kiyeng (Silber), Ruth Jebet (Gold), Emma Coburn (Bronze)

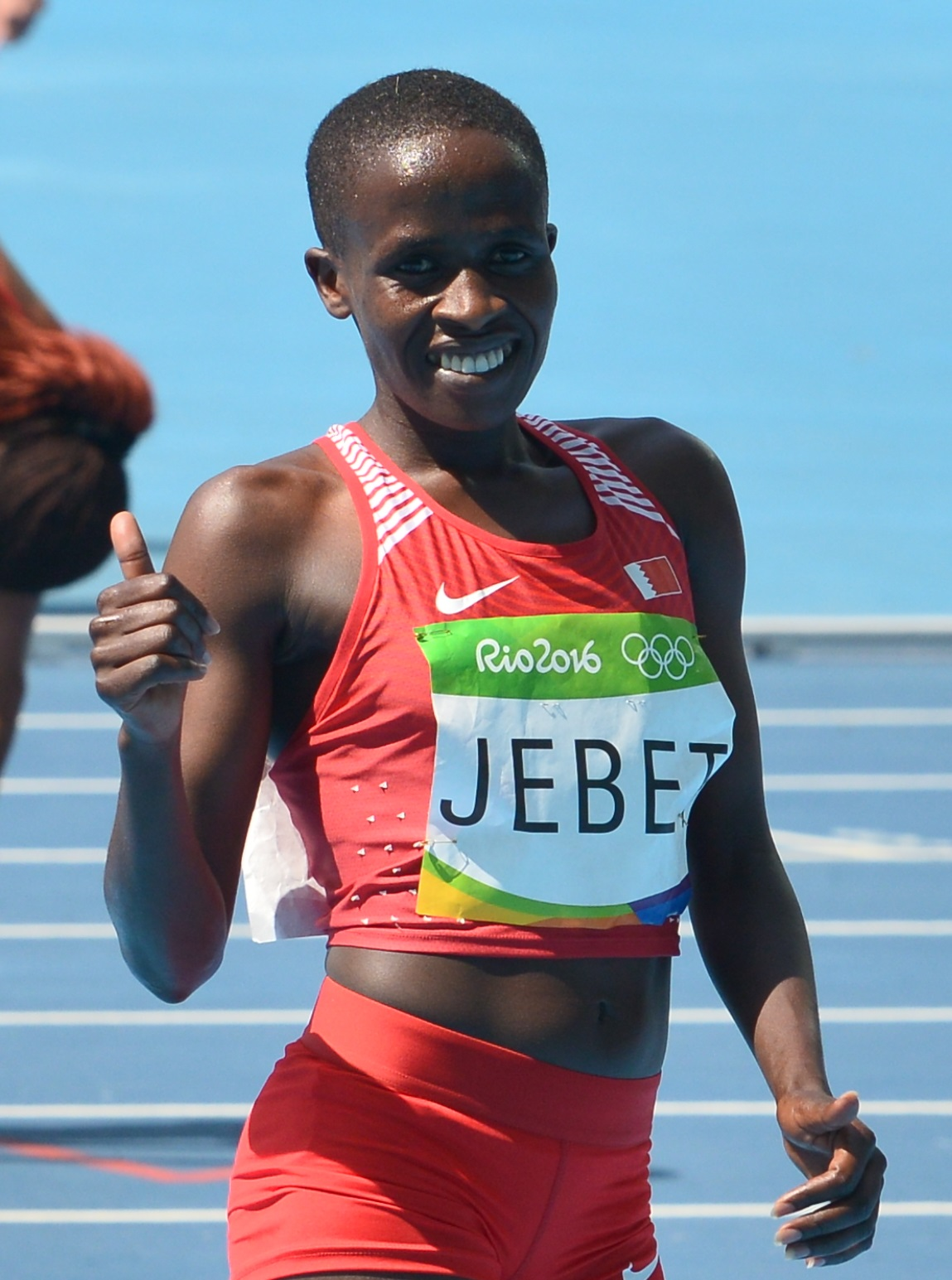
Olympiasiegerin Ruth Jebet
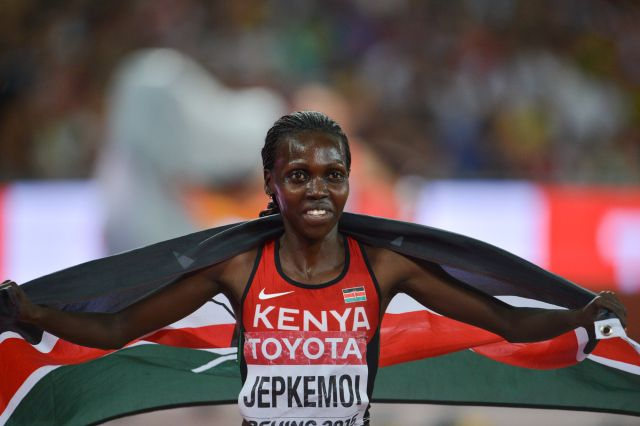
Silbermedaillengewinnerin Hyvin Kiyeng Jepkemoi
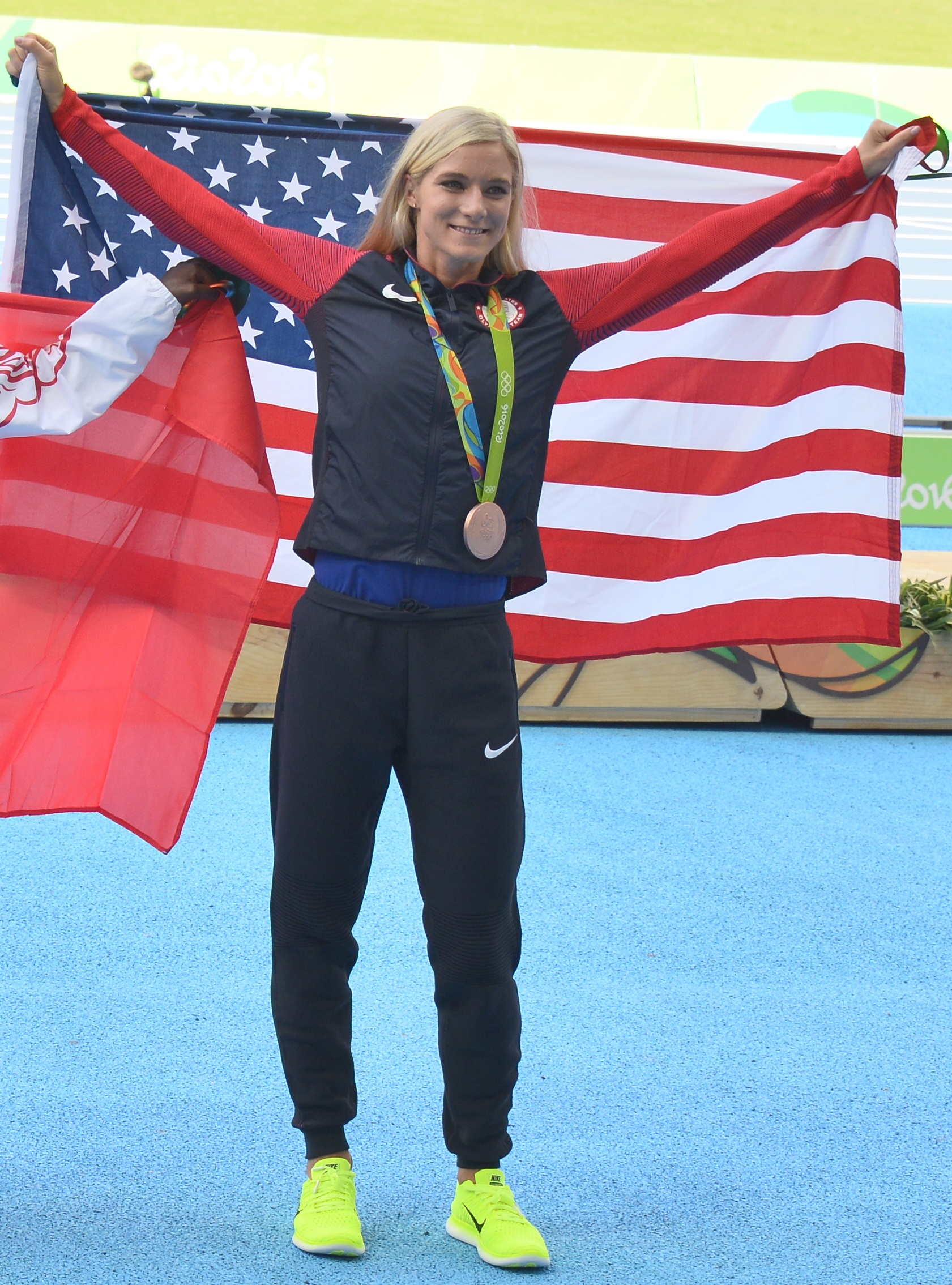
Bronzemedaillengewinnerin Emma Coburn

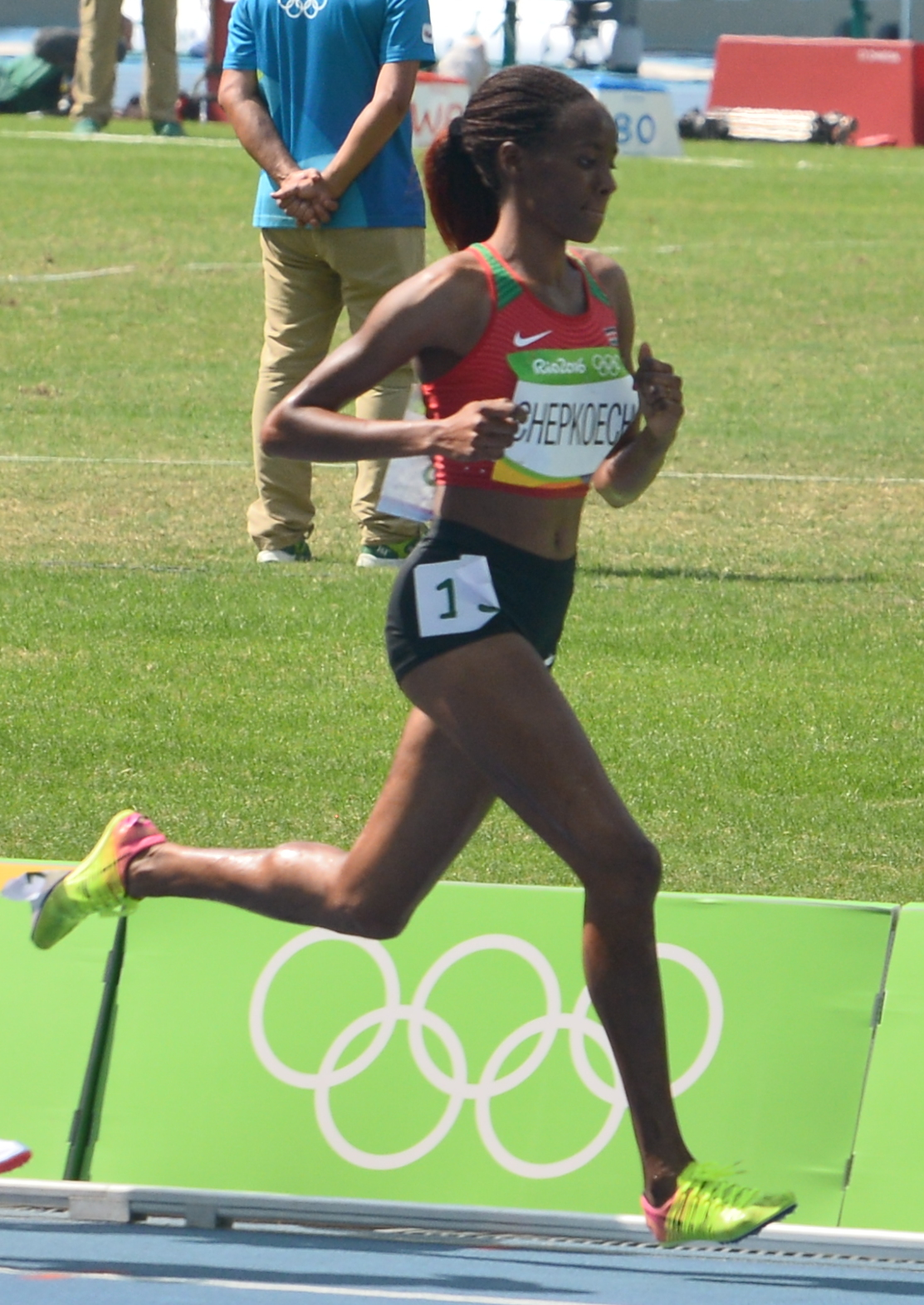
Beatrice Chepkoech Assefa belegte Rang vier
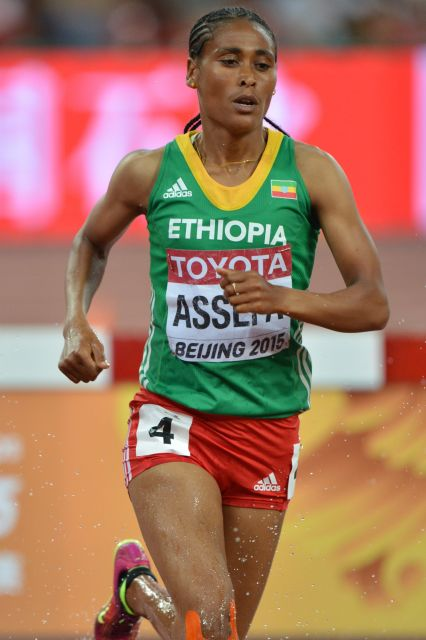
Sofia Assefa – Platz fünf
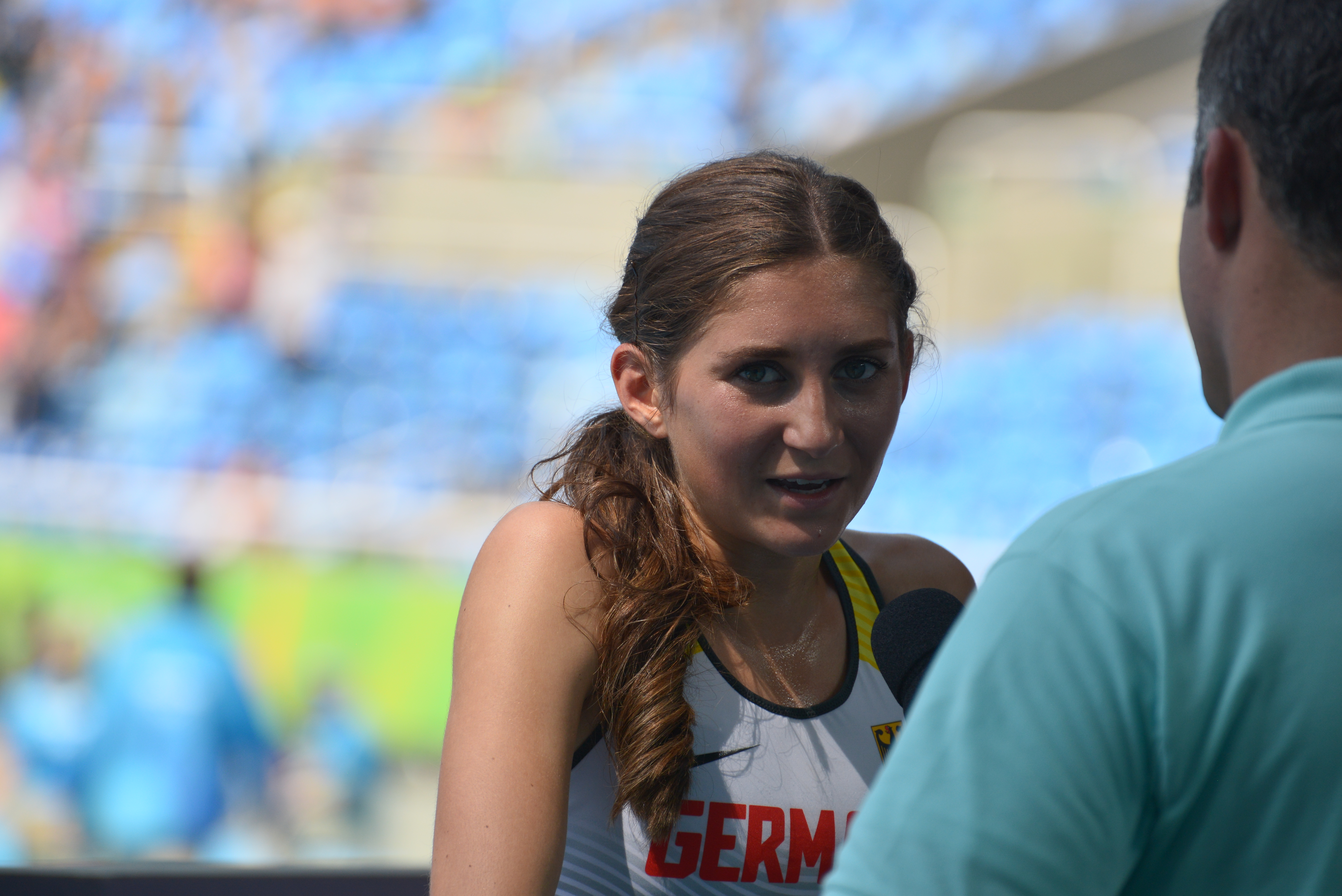
Rang sechs für Gesa Felicitas Krause
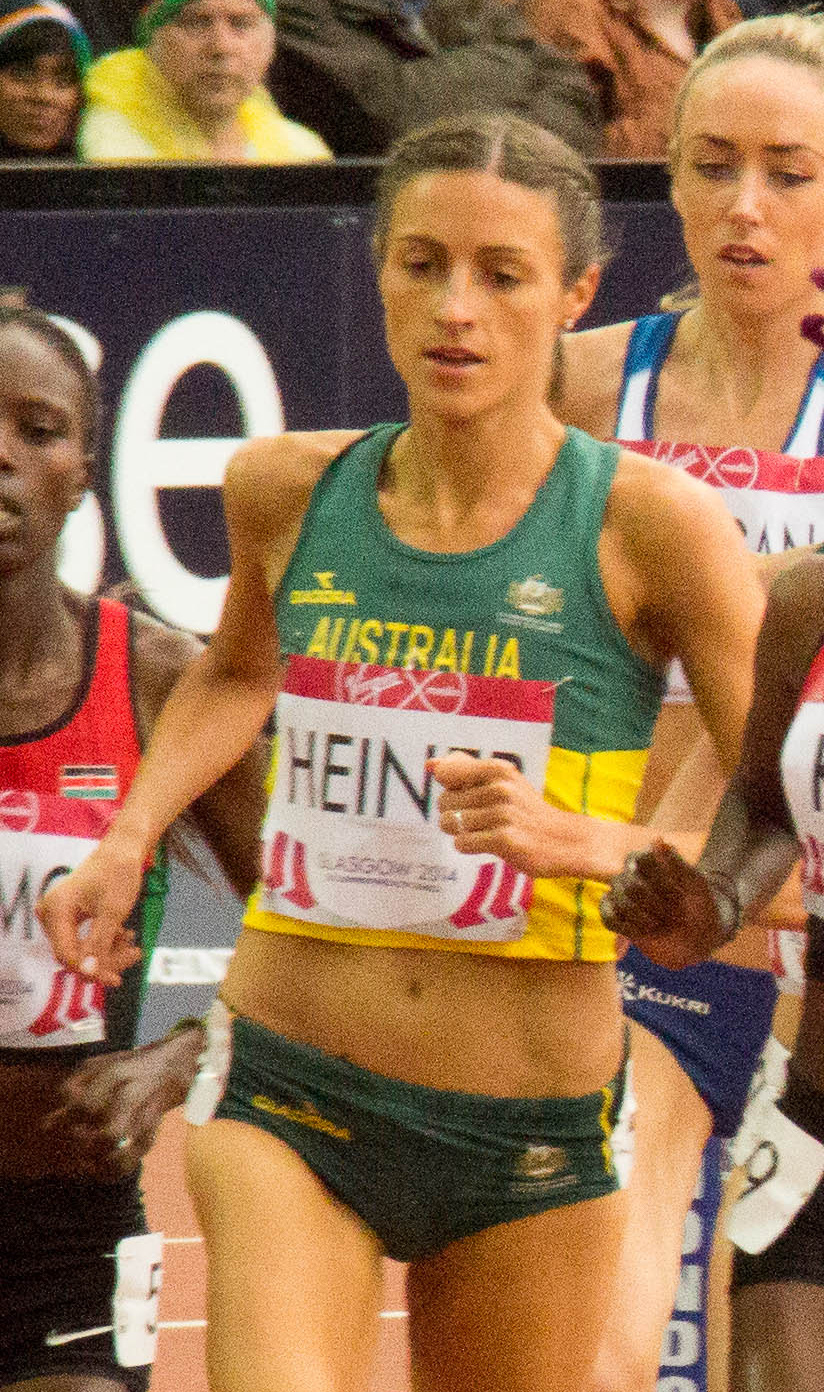
Madeline Heiner-Hills erreichte den siebten Platz
Genevieve LaCaze – Rang neun
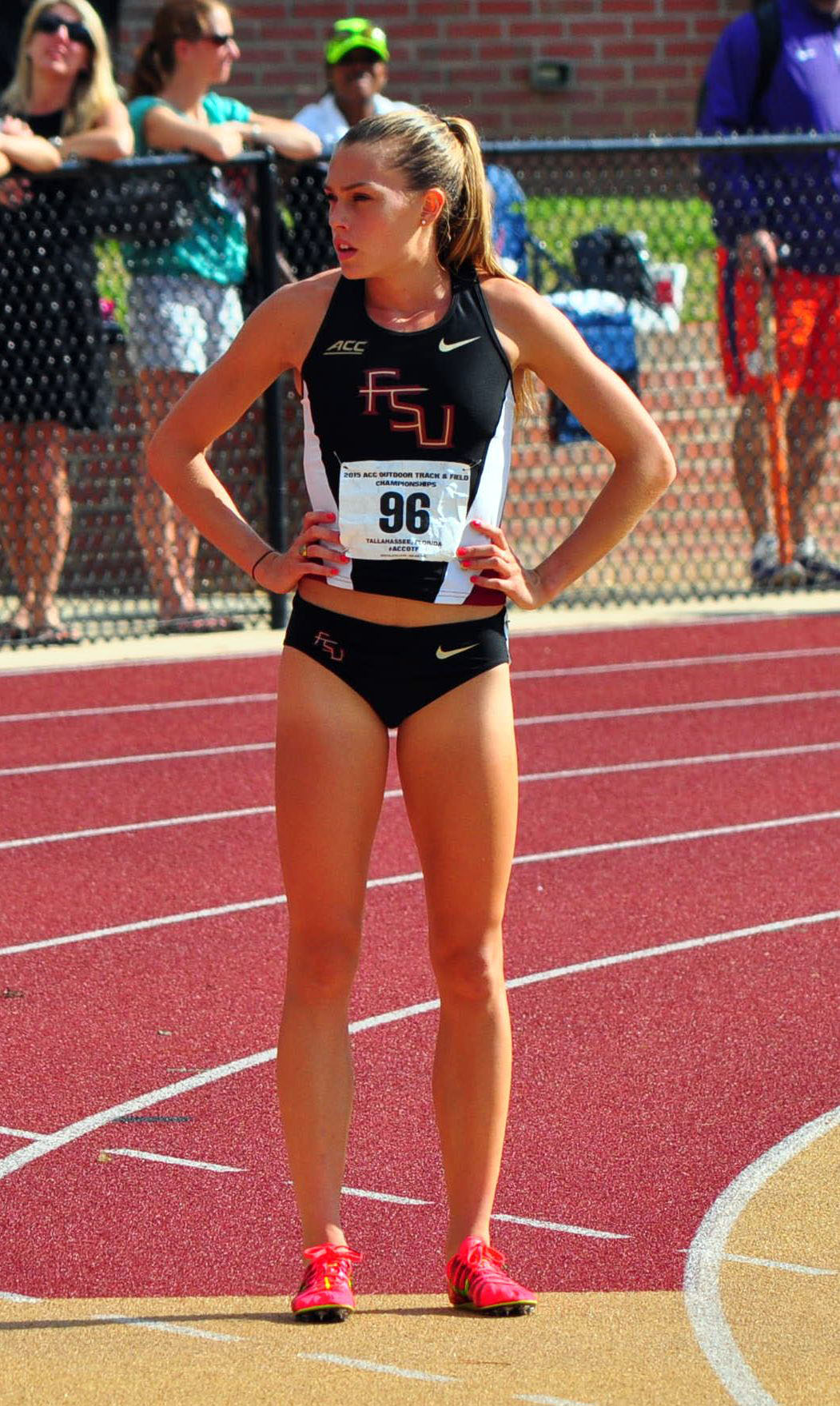
Colleen Quigley kam auf Rang acht
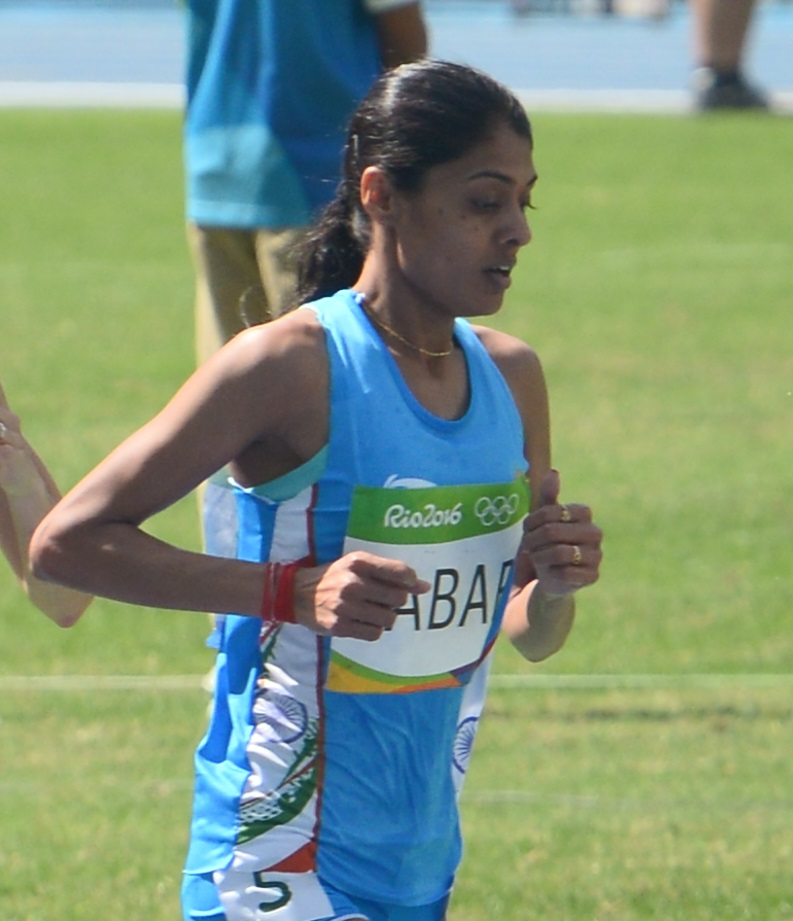
Die Olympiazehnte Lalita Babar
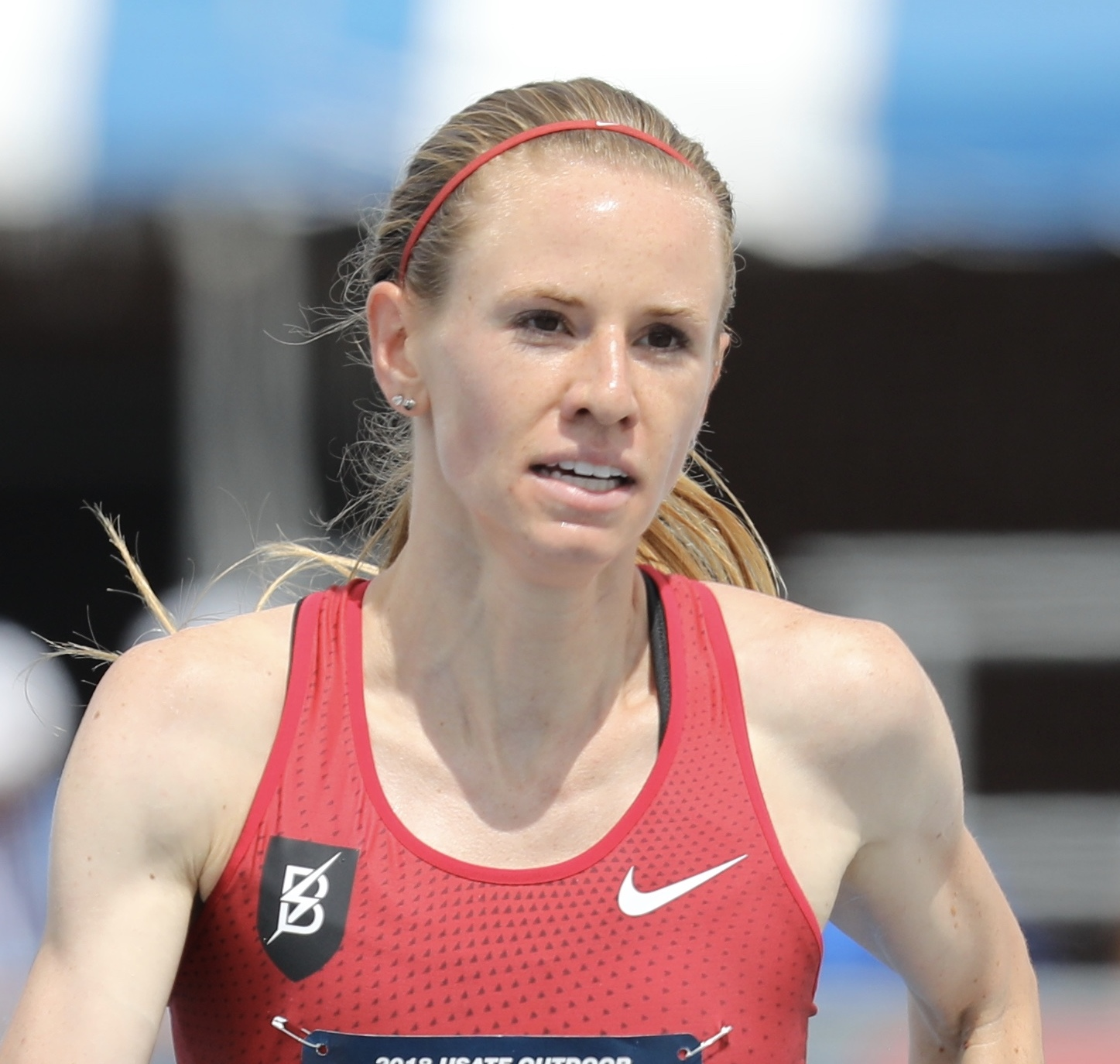
Courtney Frerichs – Rang elf
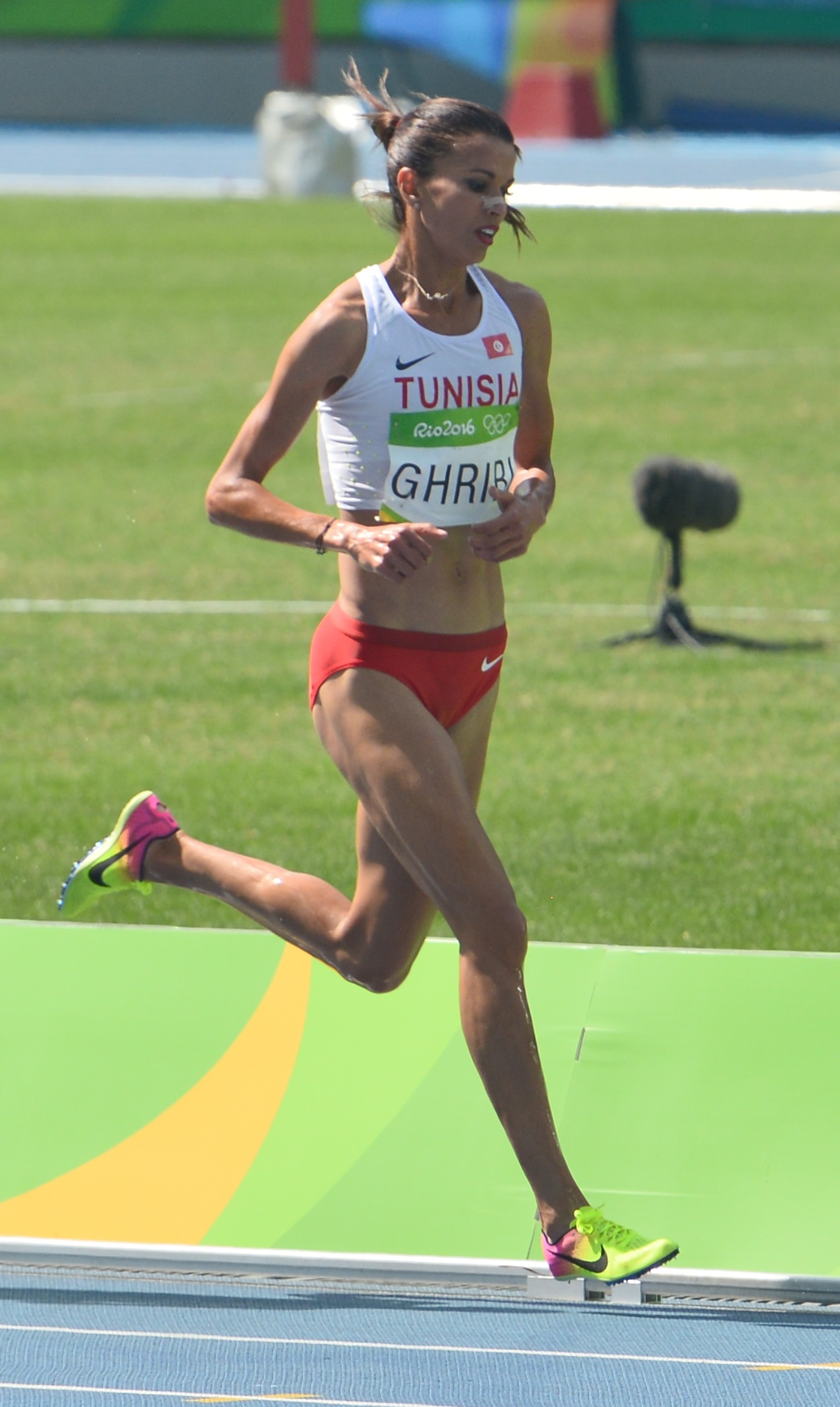
Habiba Ghribi erreichte Platz zwölf
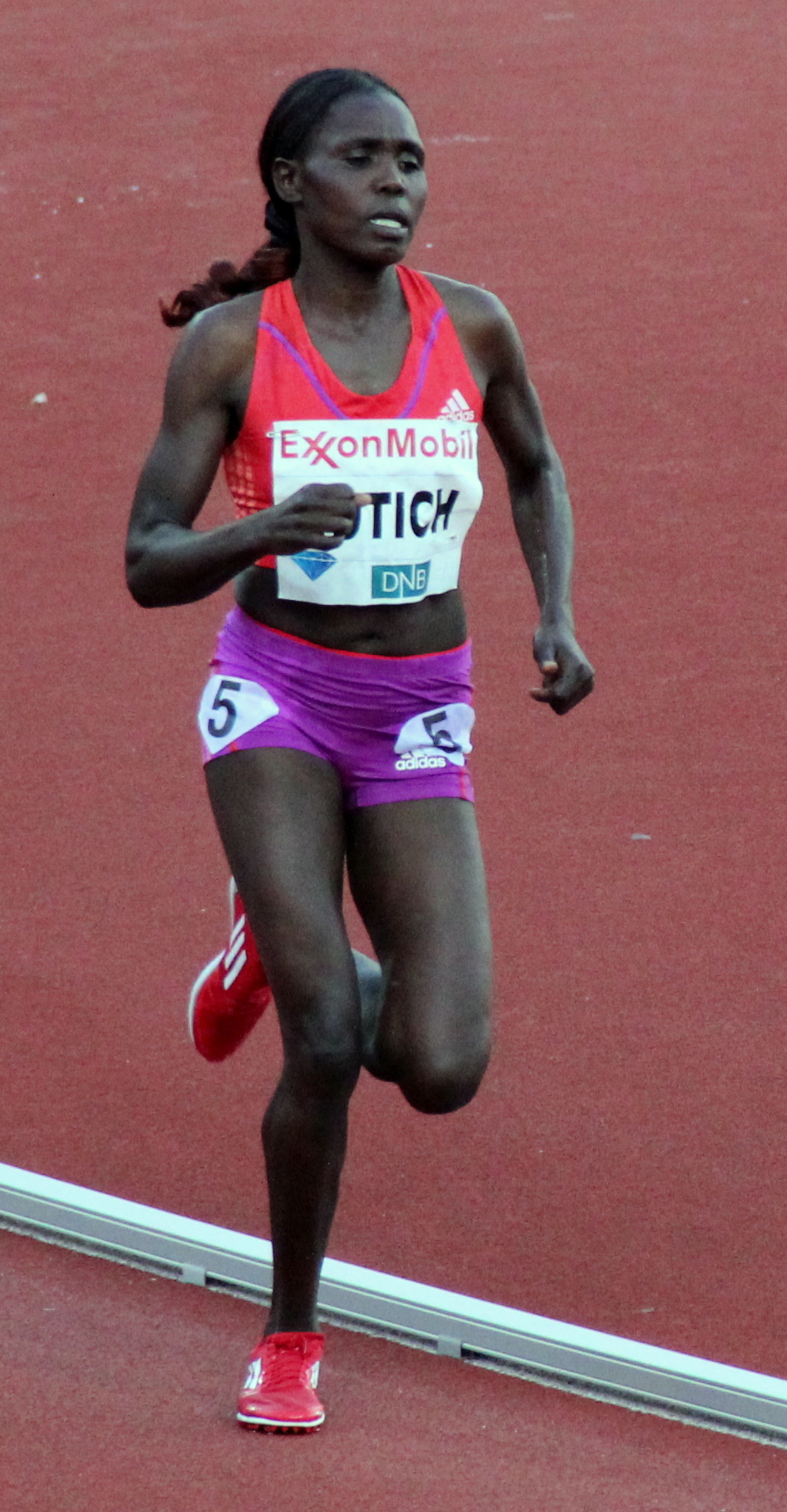
Lydia Rotich wurde Dreizehnte
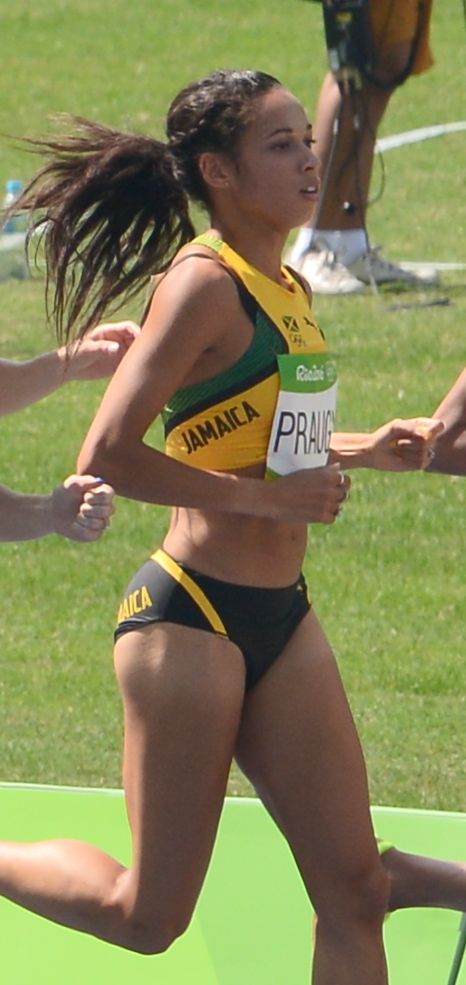
Aisha Praught – Rang vierzehn
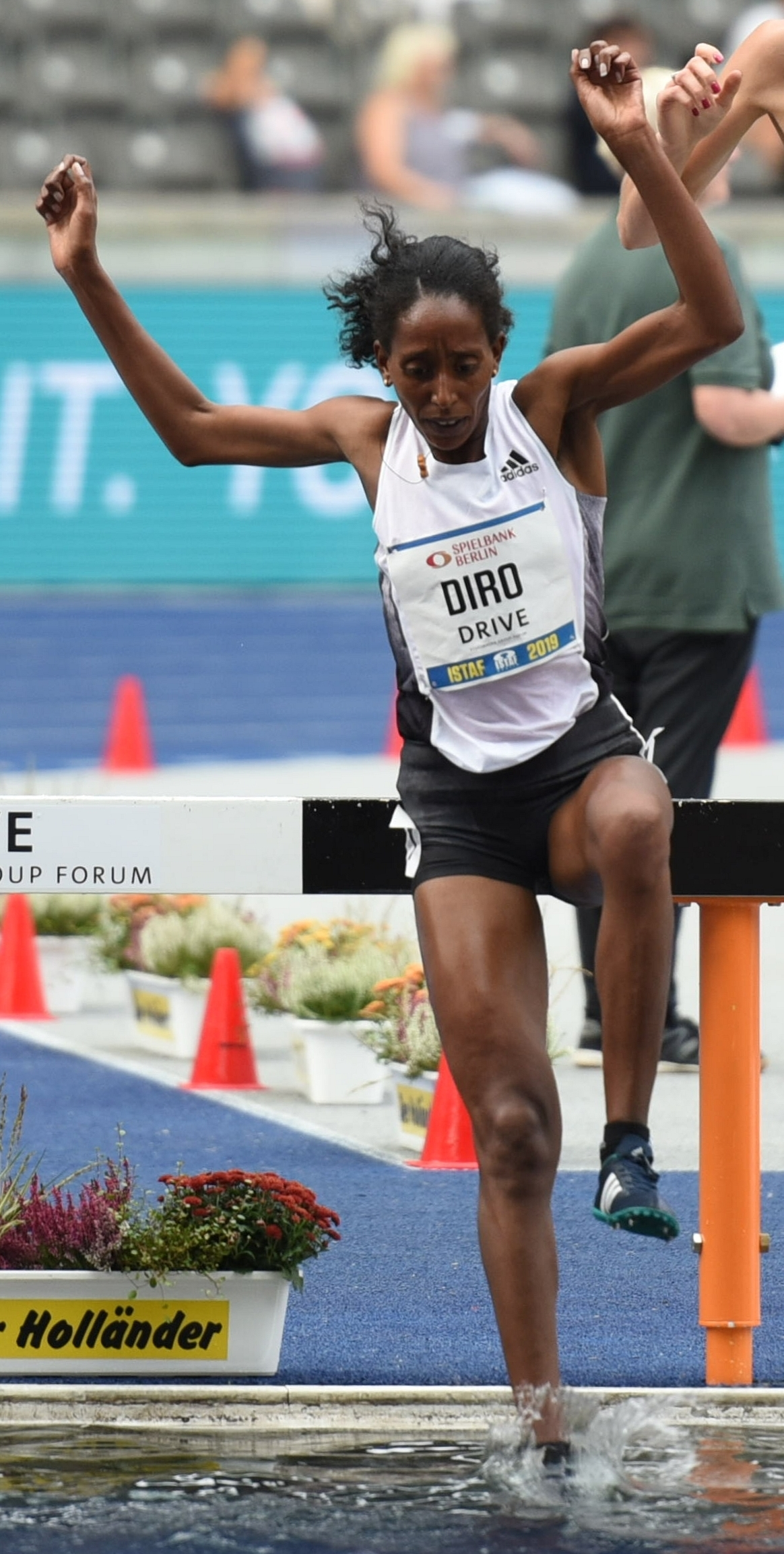
Etenesh Diro – Rang fünfzehn
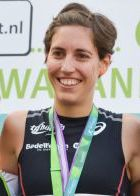
Fabienne Schlumpf – Rang achtzehn

## Video
- Rio Replay: Women's Steeple Chase Final, youtube.com, abgerufen am 10. Mai 2022